# انقلاب ۱۹۱۹–۱۹۱۸ آلمان
انقلاب آلمان یا انقلاب نوامبر (به آلمانی: Novemberrevolution) به مجموعه‌ای از حوادث گفته می‌شود که در اواخر سال ۱۹۱۸ و اوایل ۱۹۱۹ اتفاق افتاد و به سرنگونی قیصر و تأسیس جمهوری وایمار انجامید.
دورهٔ انقلاب از نوامبر ۱۹۱۸ شروع شد و تا برقراری جمهوری وایمار در اوت ۱۹۱۹ ادامه داشت.
از جمله عوامل منتهی به انقلاب، می‌توان از فشارهای سنگین وارد شده به مردم آلمان در طول چهار سال جنگ، تأثیرات اقتصادی و روانی شکست امپراتوری آلمان از متفقین و افزایش تنش‌های اجتماعی بین عموم مردم و اشراف و طبقه بورژوازی نام برد.
اولین جرقه‌های انقلاب به دلیل سیاست‌های فرماندهی عالی ارتش آلمان و عدم هماهنگی آن با فرماندهی نیروی دریایی صورت پذیرفت. در حالی که ارتش آلمان شکست سختی را متحمل شده بود، فرماندهی نیروی دریایی آلمان اصرار داشت تا با فرمان ۲۴ اکتبر ۱۹۱۸ به نیروی دریایی سلطنتی بریتانیا حمله کند، اما این نبرد هرگز رخ نداد. ملوان‌های آلمانی به جای اطاعت از دستورهای فرماندهی برای آغاز حمله به نیروی دریایی بریتانیا، در ۲۹ اکتبر ۱۹۱۸ در بندر ویلهلمسهافن سر به شورش برداشتند. به دنبال آن ملوانان در بندر کیل در روز ۱ نوامبر شورش کردند. این آشوب‌ها ناآرامی‌های داخلی را در سراسر آلمان گسترش داد و در نهایت دو روز قبل از فرمان آتش‌بس، منجر به اعلام جمهوری و فروپاشی امپراتوری آلمان در ۹ نوامبر ۱۹۱۸ شد. اندکی پس از آن، امپراتور ویلهلم دوم از آلمان گریخت و تاج و تخت خود را کنار گذاشت.
انقلابیون آلمان با تأثیر گرفتن از لیبرالیسم و اندیشه‌های سوسیالیستی و همچنین به دلیل مخالفت حزب سوسیال دموکرات آلمان، قدرت را همانند شوروی به شوراها واگذار نکردند. حزب سوسیال دموکرات در عوض یک مجمع ملی را انتخاب کرد که زیربنایی برای یک سیستم پارلمانی حکومتی باشد. در واقع حزب سوسیال دموکرات از ترس یک جنگ داخلی همه‌جانبه در آلمان بین کارگران مبارز و محافظه کاران، قصد نداشت قدرت و امتیازات طبقات بالای جامعه آلمان را به‌طور کامل از بین ببرد. در عوض تلاش کرد تا آنها را به‌طور مسالمت‌آمیز در سیستم جدید سوسیال دموکراتیک ادغام کند. در این تلاش، چپ‌گرایان حزب سوسیال دموکرات به دنبال اتحاد با فرماندهی عالی آلمان بود. این امر به ارتش و فرای‌کورپس (شبه نظامیان ناسیونالیست) اجازه داد تا با استقلال کافی برای خاموش کردن قیام کمونیستی اسپارتاکیست‌ها از ۴ تا ۱۵ ژانویه ۱۹۱۹ اقدام کنند. همین اتحاد نیروهای سیاسی و شبه‌نظامی در سرکوب شورش‌های چپ، در سایر مناطق آلمان نیز با موفقیت انجام شد و در نتیجه تا اواخر سال ۱۹۱۹ تمام شورشیان در آلمان سرکوب شدند.

## حزب سوسیال دموکرات آلمان و جنگ جهانی اول
در اولین دهه بعد از شروع قرن بیست حزب سوسیال دموکرات آلمان (SPD) نیروی اصلی جنبش کارگری آلمان بود. سوسیال دموکرات‌ها با ۳۵٪ آرای ملی و ۱۱۰ کرسی در انتخابات سال ۱۹۱۲ رایشستاگ، به بزرگ‌ترین حزب سیاسی در آلمان تبدیل شدند. تعداد اعضای حزب در آن سال به حدود یک میلیون نفر رسید و روزنامه حزب (Vorwärts) 1.5 میلیون مشترک جذب کرد. اتحادیه‌های کارگری ۲٫۵ میلیون نفر عضو داشتند که بیشتر آنها نیز از سوسیال دموکرات‌ها حمایت می‌کردند. علاوه بر این، اتحادیه‌های تعاونی متعددی (به عنوان مثال تعاونی‌های مسکن و تعاونی‌های شاغلین آزاد) و سایر سازمان‌ها یا مستقیماً به حزب سوسیال دموکرات و اتحادیه‌های کارگری مرتبط بودند یا حداقل به ایدئولوژی سوسیال دموکراسی پایبند بودند. دیگر احزاب برجسته در رایشستاگ در سال ۱۹۱۲ حزب کاتولیک میانه (۹۱ کرسی)، حزب محافظه کار آلمان (۴۳ کرسی)، حزب لیبرال ملی (۴۵ کرسی)، حزب پیشرو مردم (۴۲ کرسی)، حزب لهستانی (۱۸ کرسی)، حزب رایش آلمان (۱۴ کرسی)، اتحادیه اقتصادی (۱۰ کرسی) و حزب آلزاس - لورین (۹ کرسی) بودند.

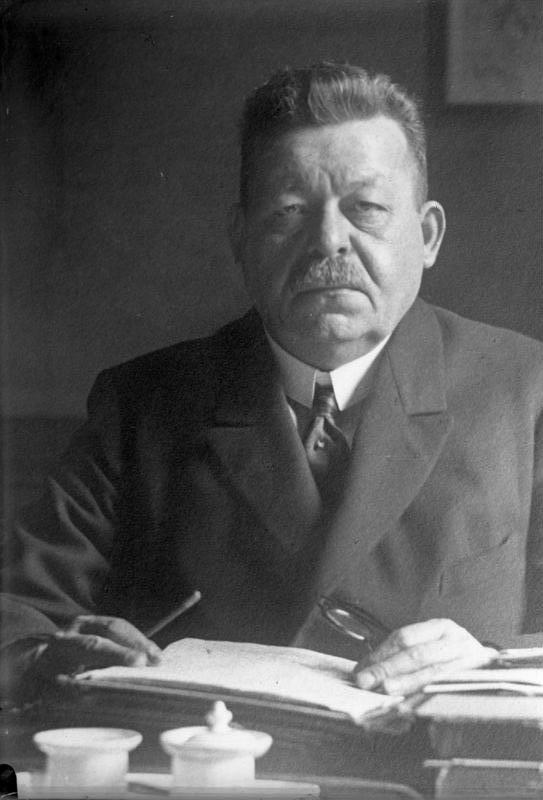
فریدریش ابرت، رهبر حزب سوسیال دموکرات آلمان در سال ۱۹۱۳ تا ۱۹۱۹

در کنگره انترناسیونال سوسیالیست دوم که در سال ۱۸۸۹ آغاز شد، حزب سوسیال دموکرات آلمان همواره با قطعنامه‌هایی که خواستار اقدام هماهنگ سوسیالیست‌ها در صورت جنگ بودند موافقت کرده بود. پس از ترور آرشیدوک فرانتس فردیناند در سارایوو که باعث شعله‌ور شدن جنگ جهانی اول شد، حزب سوسیال دموکرات آلمان مانند دیگر احزاب سوسیالیست در اروپا تظاهرات ضد جنگ را سازماندهی کرد. در آلمان رزا لوکزامبورگ از جناح چپ حزب سوسیال دموکرات آلمان مردم را به نافرمانی و عدم شرکت در جنگ ترغیب کرد، این نافرمانی باعث شد که حکومت قیصری آلمان بلافاصله بعد از شروع جنگ تصمیم به بازداشت رهبران حزب سوسیال دموکرات بگیرد. با این حال فریدریش ابرت، یکی از دو رهبر حزب که از ۱۹۱۳ در مقام خود بود، برای نجات دارایی‌های حزب از خطر مصادره شدن، به همراه اتو براون به زوریخ سفر کرد.
پس از اعلام جنگ آلمان به امپراتوری روسیه در ۱ اوت ۱۹۱۴، اکثر روزنامه‌های آلمان شور و شوق زیادی را برای شروع جنگ از خود نشان می‌دادند که به شوق ۱۹۱۴ (به آلمانی Augusterlebnis) معروف شد، به ویژه به این دلیل که آنها امپراتوری روسیه را به عنوان ارتجاعی‌ترین و ضد سوسیالیستی‌ترین قدرت بزرگ در اروپا می‌دیدند. در روزهای اول ماه اوت، سردبیران نشریات سوسیالیستی در سرمقاله‌های خود اعلام می‌کردند که با عقاید آگوست ببل از اعضای حزب که سال قبل از آن درگذشته بود همسو هستند. اوت ببل در سال ۱۹۰۴ در رایشستاگ اعلام کرد که حزب سوسیال دموکرات آلمان در صورت حمله خارجی از کشور دفاع خواهد کرد. در سال ۱۹۰۷ وی در یک کنفرانس حزبی در اسن اعلام کرد که اگر لازم باشد، برای جنگیدن علیه روسیه «دشمن همه فرهنگ‌ها و همه سرکوب‌شده‌ها» اسلحه به دوش خواهد کشید. در برابر شور و اشتیاق عمومی برای جنگ در بین مردم، در حالی که خطر حمله متفقین در حال افزایش بود، بسیاری از نمایندگان حزب سوسیال دموکرات نگران بودند که ممکن است تعداد زیادی از رای‌دهندگان خود را با شعارهای صلح طلبانه از دست بدهند. علاوه بر این، صدراعظم امپراتوری تئوبالد فن بتمان-هولوگ تهدید کرد که در صورت جنگ همه احزاب سیاسی را غیرقانونی اعلام خواهد کرد. از طرف دیگر، صدراعظم از موضع ضد روسی حزب سوسیال دموکرات برای تأیید استراتژی شرکت در جنگ در افکار عمومی سوءاستفاده می‌کرد.
رهبران و نمایندگان حزب سوسیال دموکرات آلمان در مورد موضوع حمایت از جنگ دچار اختلاف نظر شدند: در جلسه ۴ اوت ۱۹۱۴ در رایشستاگ، ۹۶ نماینده از جمله فریدریش ابرت، بودجه مورد تقاضای امپراتور را تأیید کردند. ۱۴ نماینده دیگر مخالف این بودجه بودند و در صدر آن‌ها هوگو هاسه نفر دوم حزب سوسیال دموکرات علیه این طرح سخنرانی کرد. با این حال در زمان رای‌گیری در رایشستاگ همه نمایندگان سوسیال دموکرات به نفع تصویب بودجه رای دادند. سرانجام با موافقت تمام جناح‌های حزب سوسیال دموکرات و اتحادیه‌های کارگری، بسیج کامل ارتش آلمان امکان‌پذیر شد. هاسه تصمیم خلاف میل خود را با این جمله توضیح داد: "ما در زمان مورد نیاز سرزمین مادری را تنها نمی‌گذاریم!" امپراتور آلمان نیز با استقبال از به اصطلاح "آتش بس شهروندی" (Burgfrieden) اعلام کرد: "Ich kenne keine Parteien mehr, ich kenne nur noch Deutsche!" ("من دیگر احزاب را نمی‌شناسم، فقط آلمانی‌ها را می‌شناسم!").

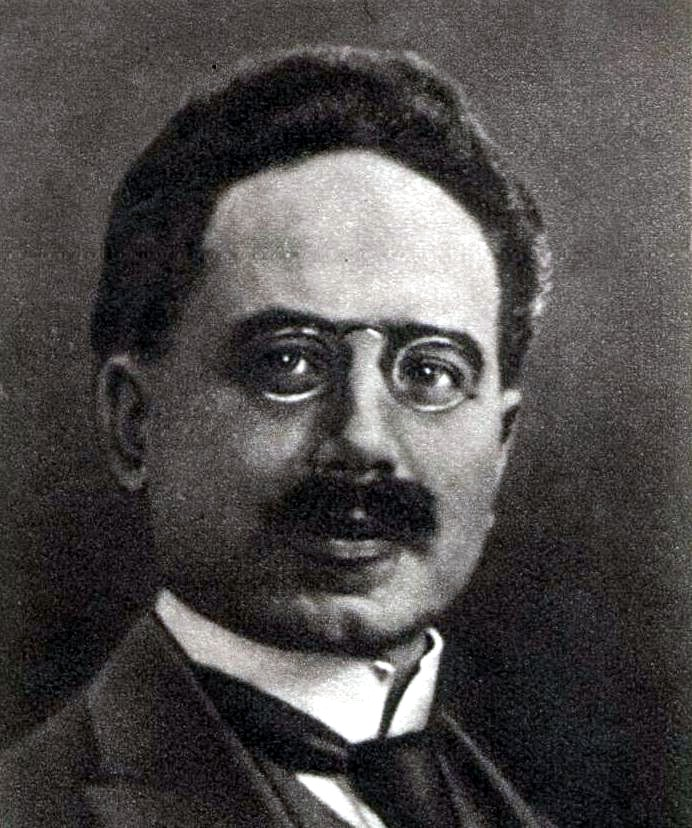
کارل لیبکنشت تنها عضو حزب سوسیال دموکرات آلمان بود که با بودجه جنگی قیصر مخالفت کرد

حتی کارل لیبکنشت، که بعدها به یکی از مخالفان صریح جنگ تبدیل شد، در ابتدا از همان حزبی پیروی کرد که پدرش ویلهلم لیبکنشت بنیانگذار آن بود: وی از رای منفی دادن خودداری کرد و از همکاران سیاسی خود سرپیچی نکرد. با این حال چند روز بعد او به گروه بین‌الملل (Gruppe Internationale) پیوست که رزا لوکزامبورگ در ۵ اوت ۱۹۱۴ با فرانتس مرینگ، ارنست مایر، ویلهلم پیک و افراد دیگر از جناح چپ حزب تأسیس کرده بود. این اشخاص همگی به قطعنامه‌های دوره پیش از جنگ حزب سوسیال دموکرات در مخالفت با جنگ رای داده بودند. از بطن این گروه، لیگ اسپارتاکوس (Spartakusbund) در ۱ ژانویه ۱۹۱۶ ظهور کرد.
در ۲ دسامبر ۱۹۱۴، لیبکنشت در رایشستاگ بر علیه بودجه‌های جنگی بیشتر رای داد و تنها معاون حزب در رایشتاگ بود که رای منفی داد. اگرچه به وی اجازه داده نشد برای توضیح رای خود در رایشتاگ سخنرانی کند، اما آنچه که قصد گفتن‌اش را داشت از طریق پخش جزوه ای که ادعا می‌شد غیرقانونی است به اطلاع عموم رساند:
جنگ حاضر ارادهٔ هیچ‌یک از ملت‌های شرکت کننده در آن نبوده و شرکت در آن به نفع آلمانی‌ها و هیچ اشخاص دیگری نیست. این یک جنگ امپریالیستی است، جنگی برای کنترل سرمایه‌داری بر بازار جهانی، برای سلطه سیاسی بر سرزمین‌های عظیم و دادن قدرت به سرمایه‌های صنعتی و بانکی.
به دلیل تقاضای زیاد، این جزوه کمی بعد چاپ و به «نامه‌های سیاسی» (به آلمانی: Politische Briefe) معروف شد، مجموعه‌هایی که بعداً برخلاف قوانین سانسور آلمان تحت عنوان «نامه‌های اسپارتاکوس» (Spartakusbriefe) منتشر شد. از دسامبر ۱۹۱۶، مجله اسپارتاکوس جایگزین این جزوه‌ها شد، که تا نوامبر ۱۹۱۸ به‌طور نامنظم منتشر می‌شد. این مخالفت آشکار علیه خط حزب، لیبکنشت را با برخی از اعضای حزب سوسیال دموکرات در تقابل قرار داد. در فوریه ۱۹۱۵ با تحریک رهبری حزب سوسیال دموکرات، لیبکنشت برای خدمت سربازی به خدمت اعزام شد تا صدای وی که تنها معاون حزب بود خاموش شود. کمی بعد به دلیل تلاش‌هایش برای سازماندهی معترضین علیه جنگ، وی را از حزب سوسیال دموکرات اخراج کردند. لیبکنشت در ژوئن ۱۹۱۶ در حالی که در ارتش بود به اتهام خیانت به چهار سال زندان محکوم شد. در مدت حضور لیبکنشت در ارتش، رزا لوکزامبورگ بیشتر جزوات «نامه‌های اسپارتاکوس» را نوشت. پس از گذراندن مجازات زندان، وی را تا زمان پایان جنگ دوباره تحت نام «بازداشت پیشگیرانه» به زندان انداختند.

### انشعاب در حزب سوسیال دموکرات
با ادامه جنگ و افزایش تعداد کشته شدگان، تعداد بیشتری از اعضای حزب سوسیال دموکرات سیاست آتش‌بس شهروندی (Burgfrieden) سال ۱۹۱۴ را زیر سال بردند. اعضای حزب سوسیال دموکرات همچنین به وخیم شدن اوضاع اقتصادی داخلی و افزایش فقر بعد برکناری اریش فون فالکنهاین به عنوان فرمانده کل قوا اعتراض کرد. جانشین وی، پاول فون هیندنبورگ برنامه هیندنبورگ را معرفی کرد که بر طبق آن اصول کلی سیاست در آلمان عملاً توسط فرماندهی عالی ارتش (به آلمانی: Oberste Heeresleitung) تنظیم می‌شد، نه امپراتور و صدر اعظم. نفر دوم بعد از هیندنبورگ، اریش لودندورف، مسئولیت‌های گسترده‌ای را برای هدایت سیاست‌های زمان جنگ به عهده گرفت. اگرچه امپراتور و هیندنبورگ به‌طور اسمی مافوق وی بودند، اما این لودندورف بود که تصمیمات مهم را می‌گرفت.
هیندنبورگ و لودندورف با استراتژی قاطعی که هدف آن دستیابی به پیروزی نظامی بود در قدرت ماندند. اهداف جنگی توسعه طلبانه لودندورف نیازمند فشار بیشتر بر مردم آلمان بود. برای نیروی کار این به معنای روز کاری ۱۲ ساعته با حداقل دستمزد با غذای ناکافی بود. قانون خدمات کمکی (Hilfsdienstgesetz) همه مردان را که عضو نیروهای مسلح نبودند یا در جبهه‌ها شرکت نداشتند مجبور به کار می‌کرد. پس از وقوع انقلاب فوریه روسیه در سال ۱۹۱۷، اولین اعتصابات سازمان یافته در آلمان در مارس و آوریل در کارخانه‌های تسلیحات آغاز شد و حدود ۳۰۰۰۰۰ کارگر اعتصاب کردند. اعتصاب توسط گروهی به نام خدمه انقلابی (Revolutionäre Obleute) و به رهبری ریچارد مولر سازماندهی شده بود. این گروه از چپ‌گراها از اتحادیه‌های کارگری سر برآوردند و با سیاست رهبر اتحادیه‌ها در مورد حمایت از جنگ مخالف بودند. تمام این‌ها در حالی بود که ورود آمریکا به جنگ جهانی اول در ۶ آوریل ۱۹۱۷ آلمان را در موضع ضعف قرار داد.
هیندنبورگ و لودندورف خواستار پایان دادن به موافقت‌نامه خودداری از حمله به حمل و نقل دریایی کشورهای بی‌طرف در اقیانوس اطلس بودند. این موافقت‌نامه در سال ۱۹۱۵ هنگام غرق شدن لوزیتانیا، کشتی انگلیسی حامل شهروندان آمریکایی در ایرلند وضع شده بود. تصمیم آنها نشان دهنده استراتژی جدید آلمان برای متوقف کردن جریان کمک آمریکایی‌ها به فرانسه برای افزایش شانس پیروزی آلمان (یا حداقل رسیدن به توافق صلح) بود، قبل از اینکه ایالات متحده قادر باشد به عنوان یک نیروی تازه‌نفس وارد جنگ شود. امپراتور آلمان در سخنان عید پاک خود در ۷ آوریل ۱۹۱۷ با وعده انتخابات دموکراتیک پس از پایان جنگ، سعی در جلب رضایت مردم داشت، اما عدم پیشرفت در خاتمه بخشیدن به جنگ تأثیر سخنان وی را در افکار عمومی کمرنگ می‌کرد. این در حالی بود که مخالفت با جنگ در بین کارگران صنایع مهمات همچنان افزایش می‌یافت.
پس از آنکه حزب سوسیال دموکرات آلمان تحت رهبری فردریش ابرت مخالفان جنگ را از حزب کنار گذاشت، اسپارتاکیستها با ریویزیونیست‌هایی همانند ادوارد برنشتاین و میانه‌روهایی مانند کارل کائوتسکی متحد شدند و در روز ۹ آوریل ۱۹۱۷ حزب سوسیال دموکرات مستقل آلمان با گرایش‌های ضد جنگ (USPD) را با رهبری هوگو هاسه بنیان نهادند. حزب سوسیال دموکرات آلمان اکنون به عنوان حزب اکثریت سوسیال دموکرات آلمان (MSPD) شناخته می‌شد و همچنان توسط فردریش ابرت رهبری می‌شد. حزب سوسیال دموکرات مستقل (USPD) خواستار پایان فوری جنگ و دموکراتیزه سازی بیشتر آلمان بود اما برنامه واحدی برای سیاست‌های اجتماعی نداشت. اتحادیه اسپارتاکیست، که تا آن زمان با انشعاب حزب مخالف بود، اکنون جناح چپ حزب مستقل سوسیال دموکرات آلمان را تشکیل داده‌است. این حزب و اسپارتاکیست‌ها تبلیغات ضد جنگ خود را در کارخانه‌ها، به ویژه در کارخانه‌های تسلیحات ادامه دادند.

## تأثیر انقلاب روسیه
پس از انقلاب فوریه در روسیه و کناره‌گیری تزار نیکلای دوم در ۱۵ مارس ۱۹۱۷، دولت موقت روسیه به رهبری الکساندر کرنسکی از ۲۱ ژوئیه ۱۹۱۷، جنگ را در کنار نیروهای متفقین ادامه داد. با این وجود، جامعه روسیه به دلیل احساسات ضدجنگ به شدت تحت فشار قرار داشت. با اینکه ادامه جنگ همچنان حمایت قابل ملاحظه‌ای در داخل جامعه روسیه داشت، اما بخش بزرگی از مردم روسیه تمایل داشتند که روسیه از جنگ خارج شود.
در این مقطع امپراتوری آلمان یک فرصت دیگر برای پیروزی دید. برای حمایت از احساسات ضد جنگ در روسیه و شاید تغییر روند صلح به نفع آلمان، این اجازه را به رهبر بلشویک‌های روسیه، ولادیمیر لنین داد تا با یک قطار مهر و موم شده از محل تبعید خود در سوئیس خارج شده، از آلمان عبور کند و از راه سوئد و فنلاند به پتروگراد برسد. از آنجا که لنین در سوییس در مورد انقلاب فوریه شنیده بود در حال برنامه‌ریزی برای چگونگی بازگشت به روسیه بود، اما هیچ گزینه مناسبی برای بازگشت در اروپای در حال جنگ میسر نبود. در عرض چند ماه، لنین انقلاب اکتبر را رهبری کرد، در آن بلشویک‌ها قدرت را از میانه‌روها بدست گرفتند و روسیه را از جنگ جهانی بیرون کشیدند. لئون تروتسکی معتقد بود که اگر لنین در سوئیس مانده بود، انقلاب اکتبر نمی‌توانست به موفقیت برسد. بنابراین، امپراتوری آلمان در ایجاد آنچه کمی بعد به اتحاد جماهیر شوروی تبدیل شد تأثیر مهمی داشت، این در حالی بود که در انقلاب فوریه روسیه مسیر دموکراتیکی را طی کرده بود و دارای دموکراسی پارلمانی شده بود.
از اوایل تا اواسط سال ۱۹۱۸، بسیاری از مردم در روسیه و آلمان انتظار داشتند که روسیه با تقویت کمونیست‌ّها در آلمان «به آنها کمک کند». کمونیستهای اروپایی مدتها منتظر زمانی بودند که آلمان - زادگاه کارل مارکس و فریدریش انگلس - چنین انقلابی را تجربه کند. موفقیت پرولتاریا و دهقانان روسیه در سرنگونی طبقات حاکم خود این نگرانی را در بورژوازی آلمان ایجاد کرد که چنین انقلابی در آلمان نیز می‌تواند رخ دهد. بعلاوه، انترناسیونالیسم پرولتری مارکس و انگلس در آن زمان هنوز هم در اروپای غربی و هم در روسیه بسیار تأثیرگذار بود و مارکس و انگلس پیش‌بینی کرده بودند که برای موفقیت یک انقلاب کمونیستی در روسیه، احتمالاً به وجود یک انقلاب کمونیستی اروپای غربی نیاز است. لنین امید زیادی به انقلاب جهانی در سالهای ۱۹۱۷ و ۱۹۱۸ داشت. کمونیسم مارکس و انگلس از دهه‌های گذشته در بین کارگران آلمان طرفداران قابل توجهی داشت و تعداد زیادی از انقلابیون آلمانی مشتاق دیدن موفقیت‌های انقلابیون در روسیه و کمک انقلابیون روسی به انقلاب سوسیالیستی آلمان بودند.
رهبری میانه‌روی حزب سوسیال دموکرات اکثریت معتقد بود که یک گروه مصمم و کاملاً مدیریت شده بلشویک ممکن است سعی در به دست گرفتن قدرت در آلمان داشته باشد. به همین دلیل با نزدیک شدن آلمان به انقلاب، سوسیال دموکرات‌های اکثریت هر چه بیشتر مواضع خود را به چپ نزدیک‌تر می‌کردند. اتو براون در مقاله در روزنامه حزب سوسیال دموکرات (Vorwärts) تحت عنوان «بلشویک‌ها و ما» موقعیت حزب خود را روشن کرد:
سوسیالیسم را نمی‌توان روی سرنیزه و مسلسل برپا داشت. اگر قرار است دوام داشته باشد، باید با ابزارهای دموکراتیک تحقق یابد؛ بنابراین مسلماً شرایط لازم اقتصادی و اجتماعی برای سوسیالیستی شدن جامعه یک پیش نیاز ضروری است. اگر در روسیه اینگونه بود بدون شک بلشویک‌ها می‌توانستند به اکثریت مردم اعتماد کنند. از آنجا که چنین نیست، آنها حکومت مطلقه‌ای را بر سرنیزه بنا نهادند که تحت رژیم ننگین تزار نمی‌توانست وحشیانه تر باشد … بنابراین ما باید یک مرز ضخیم و قابل مشاهده بین خود و بلشویک‌ها ترسیم کنیم.
در اکتبر ۱۹۱۸ که مقاله اتو براون در روزنامه حزب سوسیال دموکرات چاپ شد، اعتصاب‌های عمومی با شرکت بیش از ۱ میلیون کارگر آلمان را فرا گرفت. برای اولین بار در طی این اعتصاب‌ها، خدمه‌های انقلابی وارد عمل شدند. با الهام از شوراها در روسیه، آن‌ها نیز خود را Räte به معنای شورا نامیدند. فریدریش ابرت رهبر حزب سوسیال دموکرات که تقویت شوراها را خطری برای سوسیال دموکراسی می‌دید، به منظور تضعیف نفوذ آن‌ها، به رهبری اعتصابات در برلین پیوست و موفق شد که اعتصاب‌ها را به‌طور زودهنگام خاتمه دهد.
در ۳ مارس ۱۹۱۸، دولت تازه تأسیس شوروی با انعقاد معاهده برست-لیتوفسک بین قدرت‌های مرکز در جنگ جهانی اول و شوروی موافقت کرد. این توافق برای روس‌ها از آنچه بعدها در توافق ورسای بین آلمان و متفقین بسته شد شرایط سخت‌تر داشت. در واقع انگیزه اصلی بلشویک‌ها برای قبول خواسته‌های آلمان، ماندن در قدرت به هر قیمتی با در نظر گرفتن جنگ داخلی روسیه بود. لنین و تروتسکی همچنین در آن زمان معتقد بودند که تمام اروپا به زودی انقلاب جهانی و انترناسیونالیسم پرولتری را تجربه خواهد کرد و منافع ملی گرایانه کوتاه‌مدت را نباید به صدور انقلاب در بلندمدت ترجیح داد.
با کنار رفتن روسیه از جنگ، اکنون فرماندهی عالی آلمان می‌توانست بخشی از ارتش‌های شرقی را به جبهه غرب منتقل کند. بیشتر آلمانی‌ها معتقد بودند که پیروزی در غرب برای آلمان اجتناب‌ناپذیر است.

## درخواست آتش‌بس و تغییر قانون اساسی
پس از رفع خطر از جنگ در مرزهای شرقی، فرماندهی ارتش آلمان در ۲۱ مارس ۱۹۱۸ حمله بهاری خود را در جبهه غرب آغاز کرد تا جنگ را به‌طور قاطعانه به نفع آلمان به پیش ببرد، اما تا ژوئیه ۱۹۱۸، آخرین ذخایر آنها به پایان رسید و شکست نظامی در آینده نزدیک چندان دور از ذهن نبود. نیروهای متفقین در حملات صد روزه بین اوت و نوامبر ۱۹۱۸ پیروزیهای زیادی کسب کردند که باعث پس‌گرفته شدن بخش بزرگی از مناطق تصرف شده توسط آلمان بود. ورود نیروهای تازه نفسِ آمریکایی به جنگ یک عامل تعیین‌کننده در این مقطع بود.
در اواسط سپتامبر، جبهه بالکان سقوط کرد. پادشاهی بلغارستان، متحد امپراتوری آلمان و اتریش-مجارستان، در ۲۷ سپتامبر تسلیم شد.
در تاریخ ۲۹ سپتامبر، فرماندهی ارتش عالی، در مقر ارتش در اسپا در بلژیک، به امپراتور ویلهلم دوم و صدراعظم امپراتوری گئورگ فون هرتلینگ اطلاع داد که اوضاع نظامی ناامیدکننده است. لودندورف گفت که نمی‌تواند حتی به مدت ۲۴ ساعت دیگر پایداری جبهه را تضمین کند و خواستار درخواست آتش‌بس فوری از قدرت‌های متفقین شد. علاوه بر این، وی توصیه کرد که دولت امپراتوری آلمان با قدم برداشتن در مسیر دموکراتیزه کردن آلمان شاید بتواند توافق صلح مطلوب‌تری را بدست بیاورد. این پیشنهاد در واقع برای این بود تا از اعتبار ارتش امپراتوری محافظت کند و مسئولیت توافق صلح و عواقب آن را تماماً به عهدهٔ احزاب دموکراتیک و رایشستاگ بگذارد. همان‌طور که او در تاریخ ۱ اکتبر به افسران ستادی خود گفت: «آنها اکنون باید روی تختی که برای ما ساخته‌اند دراز بکشند.»
بر اساس آن انقلابیون از پشت به ارتش شکست ناپذیر حمله کرده و یک پیروزی تقریباً مطمئن را با اعتصابات و نافرمانی‌ها به شکست تبدیل کرده بودند.
در واقع، دولت امپراتوری و ارتش آلمان از همان ابتدا از مسئولیت شکست خود شانه خالی کردند و سعی کردند مسئولیت آن را به گردن دولت جدید دموکراتیک بیندازند. انگیزه موجود در این تصمیم با استناد به زندگینامه ویلهلم گرونر، جانشین لودندورف تأیید می‌شود:
برای من بسیار خوب بود که ارتش و فرماندهی ارتش در این مذاکرات آتش‌بس تا آنجا که ممکن بود بی گناه باقی بمانند - در حالی که از این مذاکرات - هیچ چیز خوبی نمی‌توان انتظار داشت.
ملی‌گرایان خیلی زود دست به کار شدند. در محافل ملی‌گرایان از انقلابی‌ها و حتی کسانی در حزب سوسیال دموکرات که خواستار انقلاب نبودند، همانند فریدریش ابرت، با نام جنایتکاران نوامبر (Novemberverbrecher) یاد شد. حتی بعدها هنگامی که آدولف هیتلر کودتای ۱۹۲۳ خود را با همکاری لودندورف برنامه‌ریزی می‌کرد، تاریخ نمادین ۹ نوامبر یعنی روز براندازی امپراتوری آلمان را برای روز کودتا برگزید. اعضای رایشستاگ اگرچه از گزارش لودندورف و خبر شکست در جنگ شوکه شده بودند، اما احزاب اکثریت به ویژه سوسیال دموکرات‌ها مایل بودند که مسئولیت تشکیل دولت را به عهده بگیرند. صدر اعظم امپراتوری گئورگ فن هرتلینگ به عنوان یک سلطنت طلب وفادار، مخالفت خود را با واگذاری اختیار تشکیل دولت به رایشتاگ اعلام کرد، بنابراین امپراتور ویلهلم دوم در ۳ اکتبر ۱۹۱۸ شاهزاده ماکسیمیلیان بادن را به عنوان امپراتور جدید منصوب کرد. در اذهان عمومی شاهزاده ماکسیمیلیان یک لیبرال، اما در عین حال نماینده خاندان سلطنتی بود. روز بعد، دولت جدید آتش‌بس مورد درخواست لودندورف را به متفقین پیشنهاد داد. در روز ۵ اکتبر ۱۹۱۸ مردم آلمان از وضعیت ناگواری که با آن روبرو بودند مطلع شدند. به دلیل شوک ناشی از شکست در افکار عمومی، تغییرات قانون اساسی که به‌طور رسمی توسط رایشتاگ در ۲۸ اکتبر اعلام وصول شده بود تقریباً مورد توجه قرار نگرفت. در این تغییرات، قرار بود که صدراعظم امپراتوری و وزرا با رای اعتماد رایشستاگ انتخاب شوند. پس از تفویض مقام فرماندهی کل قوا از امپراتور به دولت امپراتوری، امپراتوری آلمان عملاً از سلطنت مشروطه به سلطنت پارلمانی تغییر یافت. تا آنجا که به سوسیال دموکراتها مربوط می‌شد، قانون اساسی موسوم به اکتبر تمام اهداف مهم حزب سوسیال دموکرات را برآورده می‌کرد. فریدریش ابرت روز واگذاری قدرت مطلقه از امپراتور به رایشستاگ یعنی ۵ اکتبر را به عنوان روز تولد دموکراسی آلمان قلمداد می‌کرد و به همین دلیل او تداوم انقلاب را در آلمان غیرضروری می‌دانست.

## یادداشت سوم ویلسون و اخراج لودندورف
سه هفته بعد، وودرو ویلسون، رئیس‌جمهور آمریکا با سه یادداشت دیپلماتیک به درخواست آتش‌بس آلمان پاسخ داد. وی به عنوان پیش شرط مذاکره، خواستار عقب‌نشینی آلمان از تمام سرزمینهای اشغالی، توقف فعالیتهای زیردریایی و (به‌طور ضمنی) کناره‌گیری امپراتور آلمان از قدرت شد. هدف سومین خواسته ویلسون این بود که روند دموکراتیک سازی را در آلمان غیرقابل بازگشت کند.
پس از ارسال سومین یادداشت ویلسون، ژنرال لودندورف نظر خود را تغییر داد و شرایط متفقین را غیرقابل قبول دانست. وی خواستار از سرگیری جنگ شد، در حالی که کمتر از یک ماه قبل از آن اعلام کرده بود که در آن جنگ بازنده است. در حالی که درخواست آتش‌بس در حال بررسی بود، متفقین به ضعف نظامی آلمان پی بردند. نیروهای آلمانی انتظار داشتند جنگ به پایان برسد و مشتاق بازگشت به خانه بودند. آنها به سختی حاضر به نبردهای بیشتری بودند و فرار از جبهه‌ها در حال افزایش بود.
با این وجود دولت امپراتوری به تعهدی که برای آتش‌بس داده بود باقی ماند و ژنرال گرونر را جانشین لودندورف کرد. لودندورف با اسناد مسافرتی جعلی به سوئد که در جنگ بی‌طرف بود گریخت. در ۵ نوامبر ۲۰۱۸، قدرت‌های متفقین و آلمان توافق کردند که برای دستیابی به آتش‌بس دوباره مذاکره کنند. اما افکار عمومی در آلمان پس از یادداشت سوم ویسلون به سمتی رفته بود که بسیاری از سربازان و مردم معتقد بودند که امپراتور برای رسیدن به صلح پایدار باید از سلطنت کناره‌گیری کند.

## انقلاب

### خیزش ملوانان

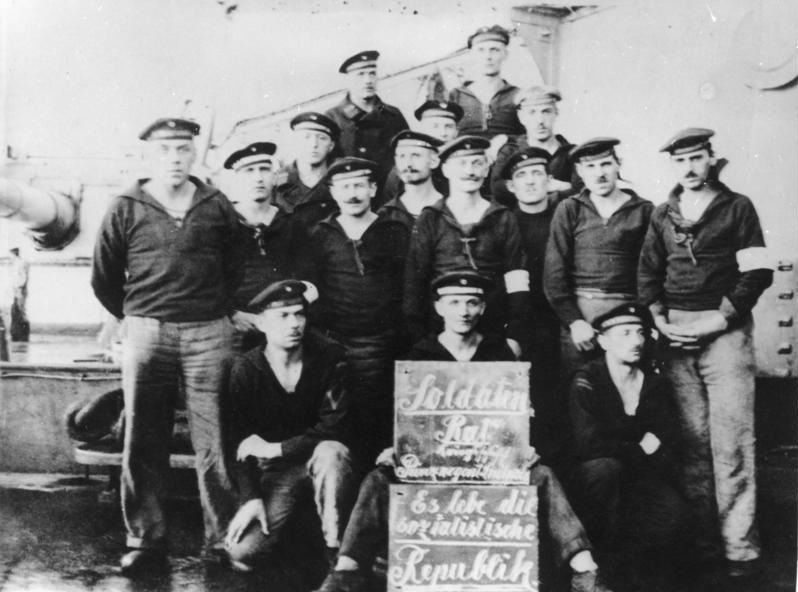
شورش کیل: اتحادیه سربازان ناو جنگی اس‌ام‌اس پرینتسریگنت لویتپولد.

در حالی که نیروهای خسته از جنگ و افکار عمومی آلمان منتظر پایان سریع جنگ بودند، فرماندهی نیروی دریایی امپراتوری در شهر کیل تحت فرماندهی دریادار فرانتس فون هیپر و دریادار رینهارد شیر قصد داشتند ناوگان امپراتوری را برای آخرین نبرد علیه نیروی دریایی سلطنتی بریتانیا در این کشور اعزام کند. این دو فرمانده سعی داشتند این اقدام نظامی را با ابتکار عمل خود و بدون اجازه فرمانده کل قوا در نواحی جنوبی دریای شمال انجام دهند.
دستور فرماندهی نیروی دریایی در روز ۲۴ اکتبر ۱۹۱۸ باعث شورش در میان ملوانان خسته از جنگ شد. این شورش به زودی یک انقلاب سراسری را در آلمان به وجود آورد که ظرف چند روز امپراتوری آلمان را در هم پیچید. ملوانان شورشی قصد نداشتند زندگی خود را تا این حد در روزهای نزدیک به پایان جنگ به خطر بیندازند. آنها همچنین متقاعد شده بودند که اعتبار دولت دموکراتیک جدید با این حمله دریایی، در چنین مقطع مهمی از مذاکرات صلح، به خطر افتاده‌است.
شورش ملوانان در جاده‌های شیلیگ واقع در ویلهمسهافن آغاز شد، جایی که ناوگان آلمانی در انتظار جنگ بود. در شب ۲۹ تا ۳۰ اکتبر ۱۹۱۸، برخی از خدمه از اطاعت از دستورها خودداری کردند. ملوانان سوار بر سه کشتی اسکادران سوم نیروی دریایی از لنگر انداختن خودداری کردند. بخشی از خدمه ناوهای اس‌ام‌اس تورینگن و اس‌ام‌اس هلگولند، دو ناو جنگی اسکادران نبرد دریای، دست به شورش و خرابکاری زدند. با این حال، هنگامی که برخی از قایق‌های توپدار اسلحه خود را به سمت این کشتی‌ها هدایت کردند شورشیان تسلیم شدند و اجازه یافتند که از محل بگریزند. با تمام این‌ها، فرماندهی نیروی دریایی مجبور شد برنامه‌های خود را برای درگیری دریایی با نیروهای دریایی بریتانیا کنار بگذارد، زیرا احساس شد که دیگر نمی‌توان به وفاداری خدمه اعتماد کرد. اسکادران سوم جنگی نیز کمی بعد دوباره به بندر کیل فراخوانده شد.
معاون اسکادران، دریاسالار کرافت با ناوهای جنگی خود در هلگولند مانور داد. این مانور موفقیت‌آمیز بود و او معتقد بود که دوباره کنترل خدمه خود را بدست آورده‌است. در حالی که ناوگان از کانال کیل حرکت می‌کرد، افراد وی ۴۷ نفر از خدمه ناو اس‌ام‌اس مارک‌گراف را با اتهام دست‌داشتن در شورش، زندانی کردند. در هولتناو (انتهای کانال رودخانه البه)، آنها را به زندانی نظامی منتقل کردند.
بعد از این دستگیری ملوانان و ناخدایان برای جلوگیری از حرکت دوباره ناوگان جنگی و کمک به آزادی رفقایشان تلاش کردند. عصر یکم نوامبر ۲۰۱۸ حدود ۲۵۰ نفر در خانه اتحادیه در کیل ملاقات کردند. ملوانان اکنون به دنبال روابط نزدیکتر با اتحادیه‌ها، حزب مستقل سوسیال دموکرات و حزب سوسیال دموکرات اکثریت بودند. کمی بعد، خانه اتحادیه توسط پلیس توقیف شد و این توقیف منجر به یک جلسه مشترک بزرگتر در فضای باز در میدان Großer Exerzierplatz در ۲ نوامبر شد. ملوانان به رهبری کارل آرتلت، که در کارگاه اژدر سازی در کیل کار می‌کرد و توسط لوتار پوپ کارگر کارخانه کشتی سازی (که هر دو عضو حزب سوسیال دموکرات مستقل بودند) خواستار جلسه ای دسته جمعی روز بعد در همان مکان شدند.
بعد از ظهر ۳ نوامبر هزاران نفر دعوت ملوانان رو رهبرانشان را پذیرفتند و نمایندگان کارگران نیز در مکان مقرر حضور پیدا کردند. شعار «صلح و نان» (Frieden und Brot) که در این جلسه مطرح شد نشان می‌داد که ملوانان و کارگران نه تنها آزادی زندانیان بلکه پایان جنگ و بهبود شرایط زندگی را خواستار هستند. سرانجام، مردم از درخواست آرتلت برای آزادی زندانیان حمایت کردند و تظاهرکننده‌ها به سمت زندان نظامی حرکت کردند. پلیس برای جلوگیری از تظاهرات، به نیروهای خود دستور داد گلوله‌های هشدار دهنده شلیک کرده و اگر موفق به پراکنده‌کردن تظاهر کنندگان نشدند مستقیماً به داخل تظاهرات شلیک کند. در این درگیری ۷ نفر کشته و ۲۹ نفر به شدت زخمی شدند. برخی از تظاهرکنندگان نیز به سمت پلیس آتش گشودند. رئیس پلیس بر اثر اصابت گلوله به شدت آسیب دید اما کشته نشد. پس از این درگیری‌ها، تظاهرکنندگان و پلیس پراکنده شدند. با این وجود، اعتراضات ملوانان کیل به یک شورش عمومی تبدیل شد.
صبح روز ۴ نوامبر، گروه‌هایی از شورشیان از شهر کیل به راه افتادند. ملوانان در یک محوطه بزرگ پادگان در منطقه شمالی تجمع کردند. پس از بازرسی سربازان توسط فرمانده، تظاهرات به‌طور خودجوش برگزار شد. کارل آرتلت اولین شورای سربازان را تشکیل داد و خیلی زود تعداد بیشتری از آنها تشکیل شد. شورا در حدی بزرگ شده بود که فرماندار پادگان نیروی دریایی، ویلهلم سووشون (Wilhelm Souchon) مجبور به مذاکره شد.
ملوانان و شورشیان زندانی آزاد شدند و سربازان و کارگران، نهادهای عمومی و نظامی را تحت کنترل خود درآوردند. با نقض وعده ژنرال سووشون، نیروهای نظامی برای پایان دادن به شورش به راه افتادن اما توسط شورشیان متوقف شده و به عقب فرستاده شدند. تعدادی از نیروهای نظامی هم در این حین تصمیم گرفتند به ملوانان و کارگران بپیوندند. غروب ۴ نوامبر، کیل به‌طور کامل در دست حدود ۴۰٬۰۰۰ ملوان شورشی، سرباز و کارگر بود. روز بعد ویلهلمسهافن نیز سقوط کرد.
در همان شب، معاون حزب سوسیال دموکرات گوستاو نسکه وارد شهر کیل شد و مورد استقبال شورشیان قرار گرفت، اما او از طرف دولت جدید و کادر رهبری حزب سوسیال دموکرات دستور داشت تا قیام را تحت کنترل درآورد. او خود به عنوان رئیس شورای سربازان انتخاب شد و کمی بعد آرامش را برقرار کرد. چند روز بعد او پست فرمانداری کیل را به دست گرفت و لوتار پوپ از حزب سوسیال دموکرات مستقل، ریاست کل شورای سربازان را در دست گرفت.
طی هفته‌های بعد، نوسکه موفق شد نفوذ شوراها در کیل را کاهش دهد، اما موفق نشد از گسترش انقلاب در سراسر آلمان جلوگیری کند. در آن مقطع زمانی، انقلاب بسیار فراتر از کیل گسترش یافته بود.

### گسترش انقلاب به تمام امپراتوری آلمان
در روز ۴ نوامبر ۱۹۱۸ هیئت‌های ملوانان به همه شهرهای بزرگ آلمان اعزام شدند. تا ۷ نوامبر انقلابیون همه شهرهای بزرگ ساحلی و همچنین هانوفر، براونشوایگ، فرانکفورت آم ماین و مونیخ را به تسخیر خود درآوردند. در مونیخ، «شورای کارگران و سربازان» آخرین پادشاه بایرن، لودویگ سوم را مجبور به صدور اعلامیه آنیف کردند که در آن دودمان ویتلسباخ بعد از ۷۸۳ سال از قدرت در منطقه بایرن کناره‌گیری می‌کرد. بایرن اولین پادشاهی در امپراتوری آلمان بود که توسط کورت آیزنر از حزب سوسیال دموکرات مستقل آلمان ایالت خلق (Volksstaat) نام‌گذاری می‌شد. در روزهای بعد، پادشاهان و شاهزاده‌های سایر ایالت‌های آلمان نیز از سلطنت کناره‌گیری کردند. تا پایان ماه نوامبر، هر ۲۲ پادشاه و شاهزاده ایالت‌های آلمان از سلطنت برکنار شدند.

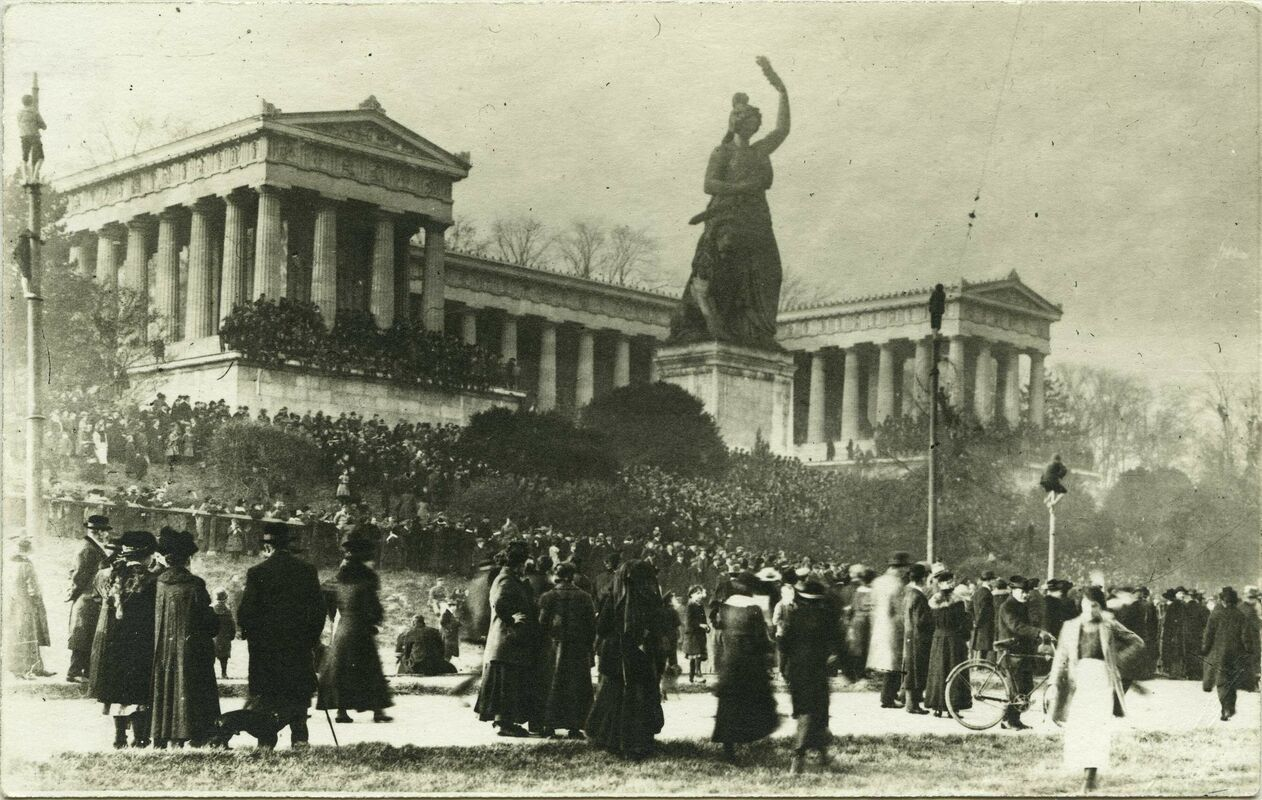
تظاهرات ۷ نوامبر ۱۹۱۸ در مونیخ بعد از سرنگونی پادشاهی بایرن

شورای کارگران و سربازان تقریباً به‌طور کامل از اعضای حزب سوسیال دموکرات اکثریت و حزب سوسیال دموکرات مستقل تشکیل شده بود. در صدر برنامه‌های آنها دموکراسی، صلح طلبی و ضد نظامی‌گری بود. آنها به غیر از دودمان‌های پادشاهی، فقط فرماندهان نظامی را از قدرت و امتیازات خود محروم کردند. وظایف اداره‌ها و دستگاه‌های غیرنظامی امپراتوری و اداره‌هایی همانند پلیس، شهرداری و دادگاه‌ها در این انتقال قدرت محدود نشدند. مصادره اموال یا اشغال کارخانه‌ها به ندرت اتفاق افتاد، زیرا چنین اقداماتی از دولت جدید انتظار نمی‌رفت. به منظور ایجاد یک سیستم مدیریتی اجرایی متعهد به انقلاب و آینده دولت جدید، شوراها در آن زمان اعلام کردند که فقط نظارت بر دولت را بر عهده خواهند گرفت.
در حین چنین تحولاتی حزب سوسیال دموکرات اکثریت توانست یک پایگاه مستحکم در سطح مردمی ایجاد کند. در حالی که شوراها معتقد بودند که حزب سوسیال دموکرات اکثریت به نفع نظم جدید عمل می‌کند، رهبران حزب شوراها را به عنوان عناصر مزاحم برای تغییر مسالمت آمیز قدرت در نظر می‌گرفتند. حزب سوسیال دموکرات اکثریت به همراه سایر احزاب که دارای اعضایی با بدنه طبقه متوسط بودند، خواستار انتخابات سریع مجلس ملی بودند که هر چه زودتر تصمیم نهایی را دربارهٔ قانون اساسی جدید آلمان بگیرند. این موضوع خیلی زود سبب ایجاد اختلاف بین حزب سوسیال دموکرات اکثریت و انقلابیون شد. در اینجا حزب مستقل سوسیال دموکرات بود که از خواسته‌های انقلابیون در مورد تعویق انتخابات عمومی حمایت می‌کرد.
جو انقلابی در آلمان در آن زمان به غیر از موارد معدودی در برسلاو و کونیگزبرگ در پروس شرقی بر سایر سرزمین‌های شرقی امپراتوری آلمان تأثیر چندانی نگذاشت. اما نارضایتی قومی در بین آلمانی‌ها و اقلیت لهستانی در در منتهی‌الیه شرقی منطقه سیلزی که مدت‌های طولانی در دوره امپراتوری آلمان سرکوب شده بودند، سرانجام منجر به شورش‌های سیلزی شد.

### واکنش‌ها در برلین
فریدریش ابرت با شاهزاده ماکسیمیلیان موافقت کرد که باید از بروز انقلاب جلوگیری کرد و نظم دولت باید به هر قیمتی حفظ شود. ابرت تصمیم داشت که در فرایند بازسازی دولت، احزاب طبقه متوسط را که پیش از این در سال ۱۹۱۷ در رایشستاگ با حزب سوسیال دموکرات همکاری کرده بودند حفظ شوند. او می‌خواست از رادیکالیزه کردن انقلاب همانند تجربه روسیه جلوگیری کند و همچنین نگران بود که ممکن است وضعیت امنیتی ناپایدار فعلی سقوط کند و منجر به تصرف دولت توسط انقلابیون بی تجربه شود. وی اطمینان داشت که حزب سوسیال دموکرات به دلیل اکثریت پارلمانی خود در آینده می‌تواند برنامه‌های اصلاحی خود را به اجرا درآورد.
ابرت تمام تلاش خود برای گفتگو با سیاستمداران به کار برد تا نظام امپراتوری را از فروپاشی نجات دهد. وی برای نشان دادن حسن‌نیت به پیروان خود، خواستار کناره‌گیری از امپراتور از ۶ نوامبر شد. اما ویلهلم دوم که هنوز در مقر خود در اسپا در بلژیک بود و قصد خریدن وقت برای جمع کردن نیرو داشت. پس از آنکه متفقین در آن روز با مذاکرات آتش‌بس موافقت کرد، او امیدوار بود که در رأس ارتشش به آلمان برگردد و انقلاب را با قوه قهریه فرونشاند.

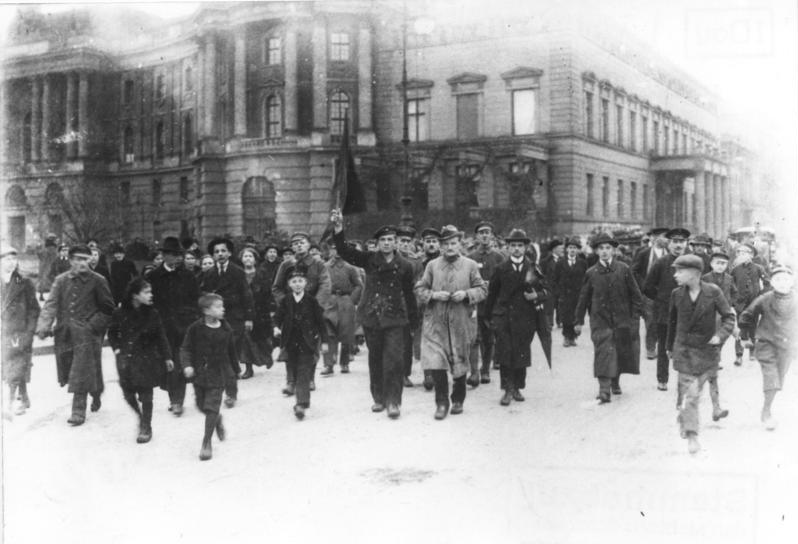
انقلابیون تظاهرکننده در روز ۹ نوامبر ۱۹۱۸ در خیابان اونتر دن لیندن در برلین

طبق یادداشت‌های شاهزاده ماکسیمیلیان، ابرت در ۷ نوامبر اعلام کرد: «اگر قیصر استعفا ندهد، انقلاب اجتماعی اجتناب ناپذیر است. اما من آن را نمی‌خواهم، در واقع من مانند گناه از آن متنفرم.» (Wenn der Kaiser nicht abdankt, dann ist die soziale Revolution unvermeidlich. Ich aber will sie nicht, ja, ich hasse sie wie die Sünde.). صدراعظم امپراتوری قصد داشت به اسپا سفر کند و شخصاً امپراتور را نسبت به ضرورت استعفا متقاعد کند. اما این وضعیت با وخیم شدن سریع اوضاع در برلین تغییر یافت.

### شنبه، ۹ نوامبر ۱۹۱۸، دو اعلامیه تشکیل جمهوری
فردریش ابرت به منظور تسلط بر اوضاع در بعد از ظهر روز ۹ نوامبر - روز برکناری قیصر - خود را صدراعظم آلمان نامید. خبر استعفا خیلی دیر به مردم رسید و هیچ تأثیری در تظاهرکنندگان ایجاد نکرد. هیچ‌یک از اعتراض‌کنندگان به درخواست‌های عمومی توجه نکردند. در هر لحظه تظاهرکنندگان بیشتری خواستار لغو کامل سلطنت می‌شدند. کارل لیبکنشت که تازه از زندان آزاد شده بود، به برلین بازگشته بود و روز قبل از آن لیگ اسپارتاکوس را دوباره تأسیس کرده بود. فیلیپ شایدمان معاون رئیس حزب سوسیال دموکرات روز ۹ نوامبر هنگام صرف ناهار در رایشستاگ متوجه شد که لیبکنشت قصد صدور اعلامیه تشکیل جمهوری سوسیالیستی را دارد. شایدمان نمی‌خواست ابتکار عمل را به اسپارتاکیست‌ها بسپارد و به همین منظور وارد بالکن رایشستاگ شد. از آنجا اون برخلاف خواست ابرت تشکیل جمهوری آلمان را اعلام کرد:

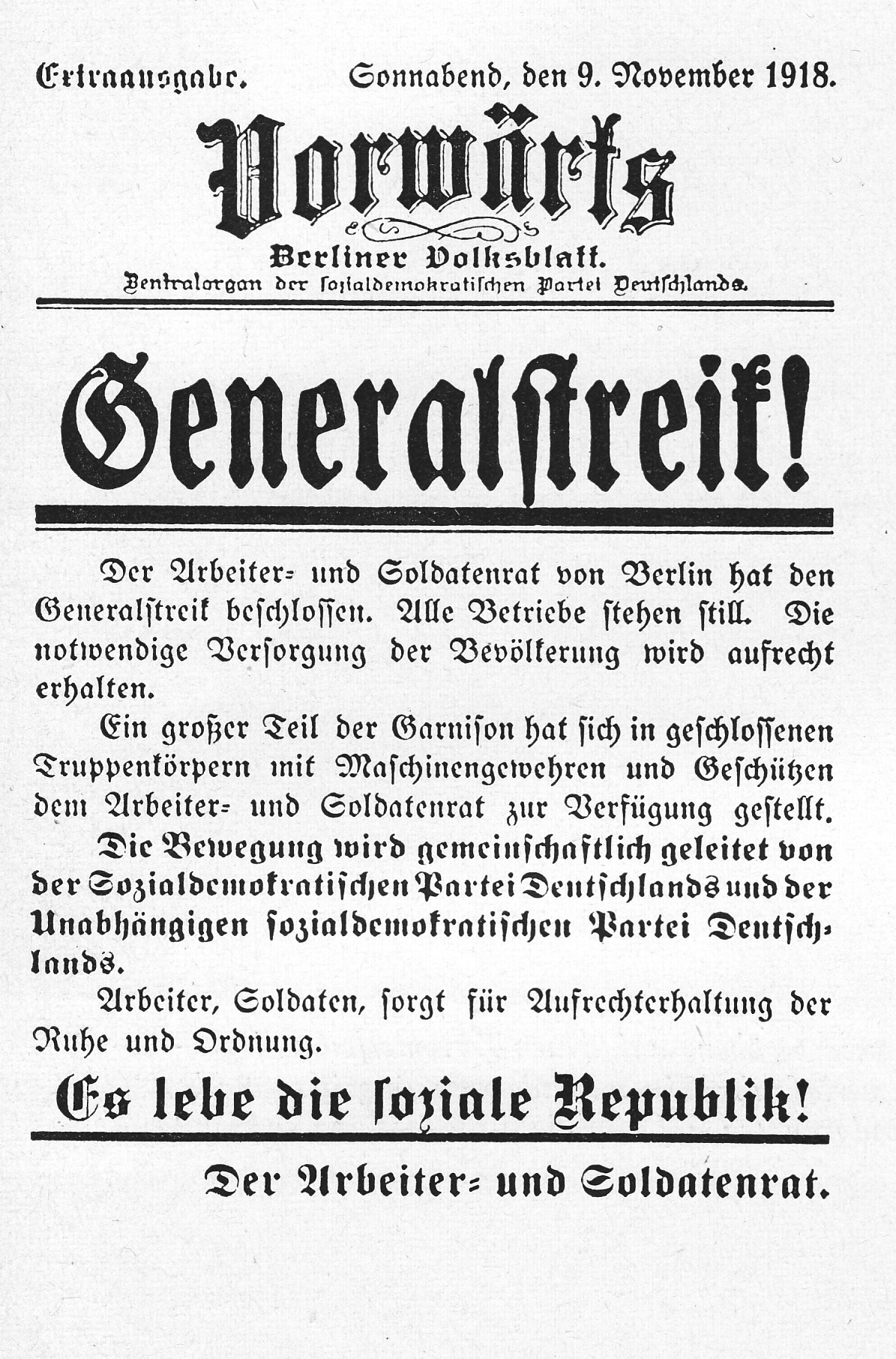
شماره ویژه عصر روزنامه ارگان حزب سوسیال دموکرات آلمان در روز ۹ نوامبر که خبر تشکیل جمهوری را اعلام می‌کرد

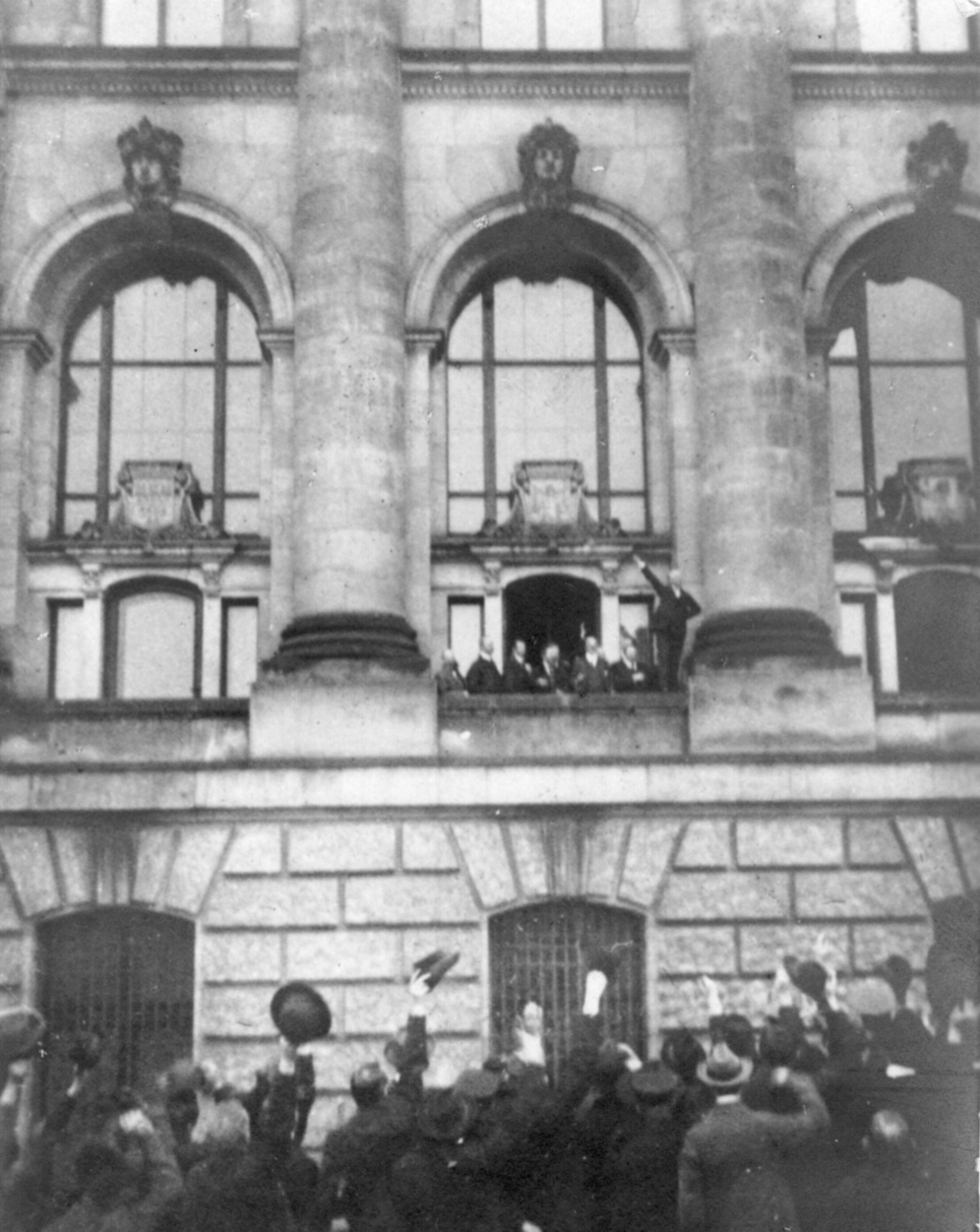
جمعیت در بیرون ساختمان رایشستاگ در برلین هنگامی که شایدمان از بالکن رایشستاگ تشکیل جمهوری آلمان را اعلام کرد

کارگران و سربازان! چهار سال جنگ وحشتناک بود. فداکاریهایی که مردم غلتیده در خون خود انجام دادند وحشتناک بود. جنگ ناگوار به پایان رسید؛ قتل پایان یافت. اما عواقب جنگ، سختی و مصیبت همچنان ادامه خواهد داشت و سالهای زیادی بر ما سنگینی خواهد کرد. ما از شکستی که می‌خواستیم از آن جلوگیری کنیم در امان نمانده‌ایم. در پیشنهادات ما برای توافق مشترک کارشکنی شد و خودمان را مورد تمسخر و تهمت قرار دادند.
دشمنان مردم کارگر، دشمنان داخلی واقعی که باعث فروپاشی آلمان شده‌اند، ساکت و ناپیدا شده‌اند. این دشمنان داخلی بودند که تا دیروز خواسته‌های خود برای پیروزی را حفظ کردند، درست همان‌طور که با سرسختانه علیه هرگونه اصلاح قانون اساسی و به ویژه سیستم شرم آور انتخابات پروس مبارزه کردند… امپراتور استعفا داد؛ او و دوستانش رفته‌اند. مردم بر همه آنها پیروز شده‌اند!
شاهزاده مکس از بادن، پست نخست‌وزیری را به آقای ابرت تحویل داده‌است. دوست ما یک دولت کارگری تشکیل می‌دهد که همه احزاب سوسیالیست به آن تعلق خواهند داشت. دولت جدید نباید در وظیفه خود برای تحقق صلح و تأمین کار و نان تعلل بورزد.
کارگران و سربازان! از اهمیت تاریخی این روز آگاه باشید. اتفاقات ظالمانه ای رخ داده‌است! کاری عظیم و غیرقابل تردید پیش روی ماست.
همه برای مردم، همه توسط مردم! متحد، مؤمن و وظیفه‌شناس باشید!
سلطنت پیر و شیطانی از هم فروپاشیده‌است. زنده باد آلمان جدید، زنده باد جمهوری آلمان!
چند ساعت بعد روزنامه‌های برلین گزارش دادند که تقریباً در همان زمانی که شایدمان در رایشستاگ اعلام جمهوری کرد، لیبکنشت در کاخ لوستگارتن برلین تشکیل جمهوری سوسیالیستی آلمان را اعلام کرده بود.
 رفقا! روز آزادی فرا رسیده‌است. دیگر هیچ هوهن‌تسولرنی [خاندان سلطنتی] به این میدان ورود نخواهد کرد.
اگر نظام سابق از هم فروپاشیده، نباید به این باور برسیم که وظیفه ما نیز پایان یافته، ما باید از تمام نیروهایمان برای برپایی حکومتی از کارگران و سربازان و نظم جدیدی از پرولتاریا، نظم جدیدی از صلح، آزادی، برادری آلمانی و برادری جهانی‌مان استفاده کنیم. ما دست دوستی‌مان را به سوی همه آنان دراز می‌کنیم و از آنان می‌خواهیم تا ما را در به ثمر رسیدن انقلاب‌مان همراهی کنند
اعضای حزب، تشکیل جمهوری سوسیالیستی آزاد آلمان را اعلام می‌کنند. جایی که دیگر هیچ برده‌ای وجود نخواهد داشت و در آن هر کارگر درستکار، پاداش درستی برای کار خود دریافت خواهد کرد. قوانین سرمایه‌داری که اروپا را به هرج و مرج کشانده‌اند از بین رفته‌اند. 
در آن زمان اهداف کارل لیبکنشت برای عموم چندان شناخته شده نبود. خواسته‌های اتحادیه اسپارتاکیست از ۷ اکتبر در مورد بازسازی گسترده اقتصاد، ارتش و دادگستری - و مواردی همانند لغو مجازات اعدام - هنوز تبلیغ نشده بودند. اسپارتاکیست‌ها و مطالبه‌هایشان برای تشکیل یک نظام سیاسی و اقتصادی تغییرناپذیر سوسیالیستی قبل از تشکیل مجمع ملی قانون اساسی بزرگ‌ترین مشکل حزب سوسیال دموکرات بود. در حالی که سوسیال دموکرات‌ها قصد داشتند انتخاب نوع نظام اقتصادی آینده آلمان را به مجمع ملی موکول کنند. با وجود اسپارتاکیست‌ها، ابرت با معضل روبرو بود. وی پیشنهاد مشارکت حزب سوسیال دموکرات مستقل در دولت را داد و آماده پذیرش لیبکنشت به عنوان وزیر بود. لیبکنشت به نوبه خود خواستار کنترل شوراهای کارگری بر ارتش شد.
نه اعلام زودهنگام استعفای قیصر، نه تصدی صدارت توسط ابرت و نه اعلامیه جمهوری توسط شایدمن، هیچ‌کدام مشمول قانون اساسی امپراتوری نبودند. اینها همه اقدامات انقلابی افرادی بود که می‌خواستند از انقلاب جلوگیری کنند، با این حال، در همان شب ۹ نوامبر ۱۹۱۸ یک اقدام انقلابی واقعی انجام شد که بعداً اثبات شد بی فایده است.

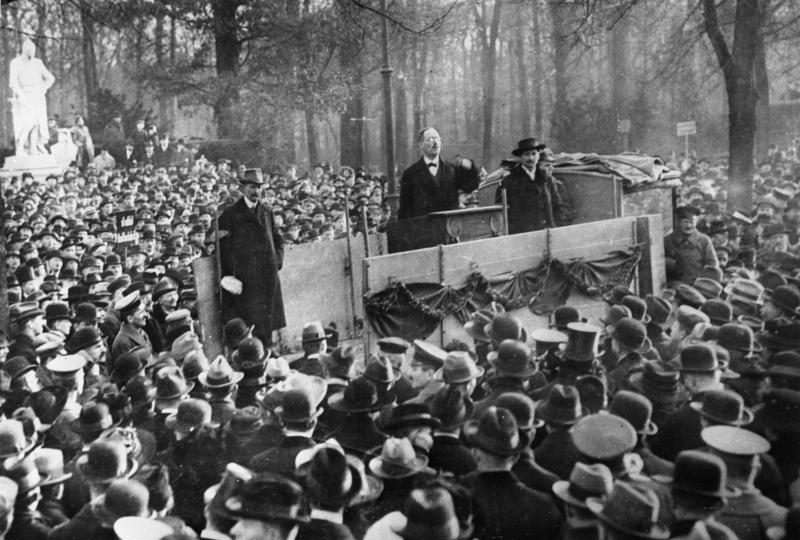
سخنرانی کارل لیبکنشت در تجمع انقلابیون در پارک تیرگارتن برلین

حدود ساعت ۸ شب، گروهی متشکل از ۱۰۰ کارگر شورشی از کارخانه‌های بزرگ برلین، رایشستاگ را اشغال کردند. آنها به رهبری سخنگویان خود ریچارد مولر و امیل بارت، پارلمانی انقلابی تشکیل دادند. در واقع این شورشیان اعتمادی به حزب سوسیال دموکرات نداشتند و فارغ از شورش ملوان، کودتایی را برای ۱۱ نوامبر برنامه‌ریزی کرده بودند. شورشیان برلین به منظور گرفتن ابتکار عمل از ابرت، اکنون تصمیم گرفتند زمان انتخابات را برای روز بعد اعلام کنند. در آن یکشنبه، هر کارخانه برلین ستادی انتخاباتی برای انتخاب شوراهای کارگران و سربازان بود که در آن زمان به نوبه خود برای انتخاب یک دولت انقلابی از اعضای دو حزب کارگری حزب سوسیال دموکرات و حزب مستقل سوسیال دموکرات (SPD و USPD) عمل می‌کردند. این شورای نمایندگان خلق (Rat der Volksbeauftragten) قرار بود مصوبات پارلمان انقلابی را اجرا کند زیرا انقلابیون قصد داشتند جایگزین ابرت به عنوان صدراعظم جمهوری آلمان شوند.

### یکشنبه، ۱۰ نوامبر: شوراهای انقلابی انتخاب می‌شوند، آتش‌بس برقرار می‌شود
همان شب رهبری حزب سوسیال دموکرات از برنامه شورشیان در برلین باخبر شد. از آنجا که جلوگیری از برگزاری انتخابات و جلسه شوراها ممکن نبود، ابرت سخنرانانش را در همان شب و صبح روز بعد به همه کارخانه‌های برلین و شوراهای کارگری فرستاد. آنها وظیفه داشتند که در انتخابات به نفع او و حزبش تأثیر بگذارند و مشارکت مد نظر حزب سوسیال دموکرات مستقل را در دولت اعلام کنند.

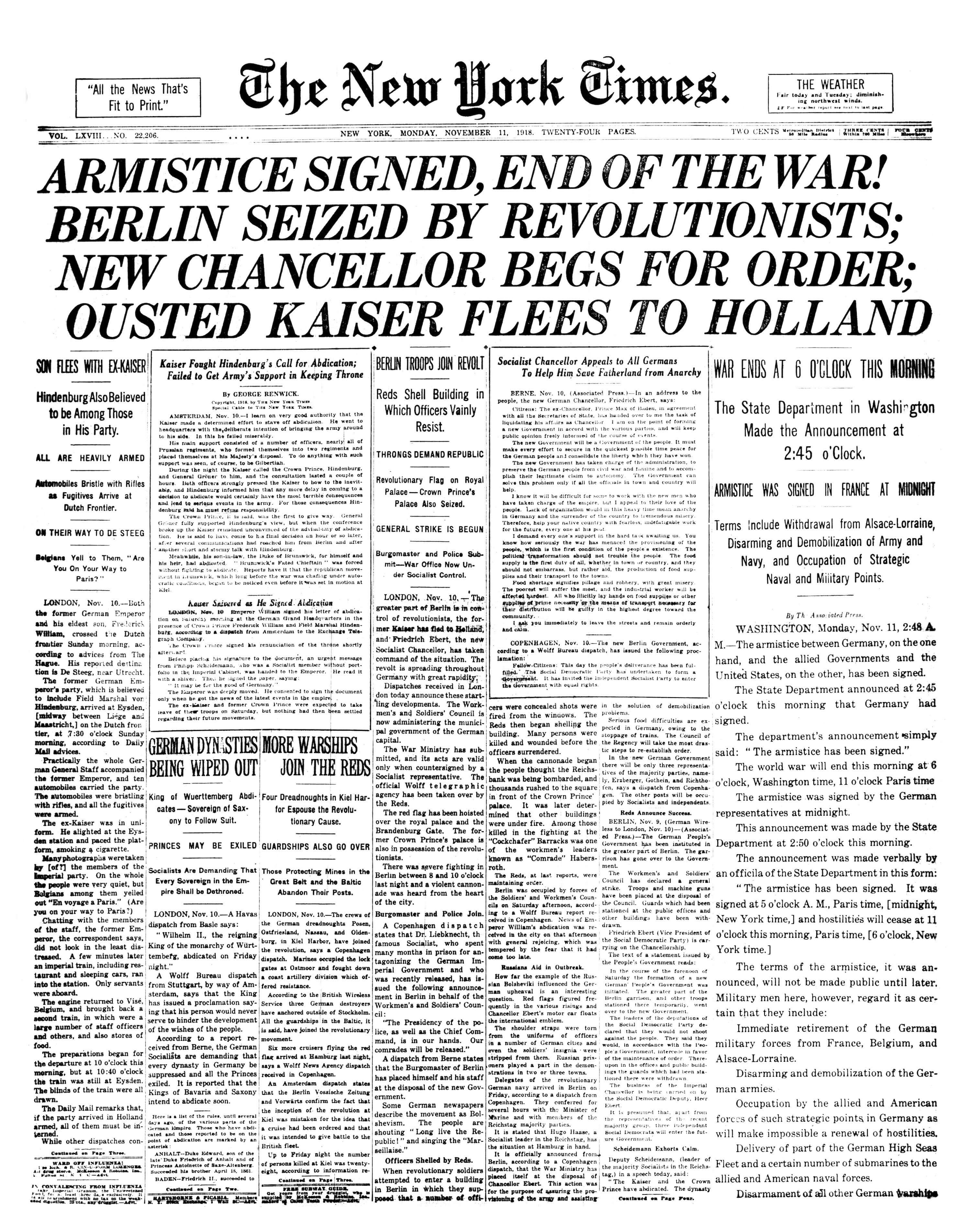
"برلین تسخیر شده توسط انقلابیون، تیتر نیویورک تایمز در روز آتش‌بس

این فعالیتها از توجه ریچارد مولر و سایر رهبران شورشیان دور نماند. آنها با دیدن اینکه ابرت قصد تشکیل دولت جدید را دارد، تصمیم گرفتند در کنار انتخاب دولت، کمیته‌ای اجرایی را برای هماهنگی فعالیت‌های شورای کارگران و سربازان برپا کنند. برای این انتخابات انقلابیون از قبل لیستی انتخاباتی تهیه کردند که حزب سوسیال دموکرات در آنها نمایندگی نشده بود. از این طریق، آنها امیدوار بودند که یک نهاد نظارتی قابل قبول برای کنترل بر دولت داشته باشند.
در مجمعی که در ۱۰ نوامبر در سیرک بوش (Zirkusbusch) در برلین تشکیل شد، اکثریت اعضا از حزب سوسیال دموکرات حمایت کردند: تقریباً تمام شوراهای سربازان و بخش عمده ای از نمایندگان کارگران. آنها تقاضای «وحدت طبقه کارگر» را که انقلابیون روز گذشته مطرح کرده بودند تکرار کردند و اکنون از این شعار برای پیش بردن هدف ابرت استفاده کردند. طبق برنامه‌ریزی‌های انجام شده، سه عضو از هر حزب سوسیالیست به عنوان «شورای نمایندگان مردم» انتخاب شدند: از حزب سوسیال دموکرات مستقل: هوگو هاس رئیس حزب، ویلهلم دیتمان معاون حزب و امیل بارت برای انقلابیون. از حزب سوسیال دموکرات ابرت، شایدمن و معاون شورای شهر ماگدبورگ اتو لندسبرگ.

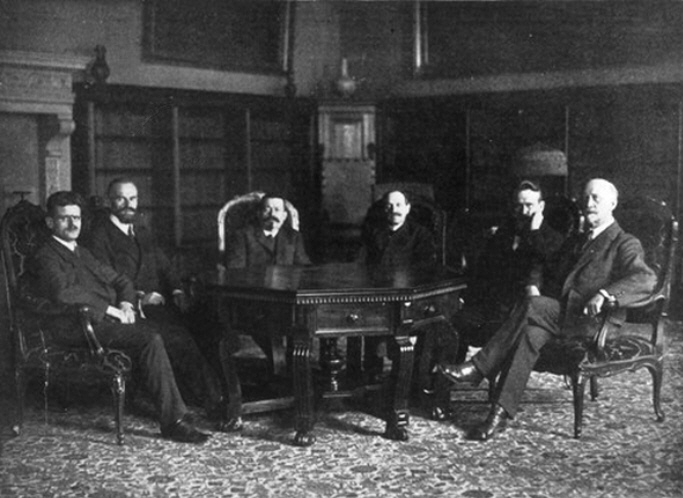
شورای نمایندگان خلق قبل از کناره‌گیری نمایندگان حزب سوسیال دموکرات مستقل (س.د. م). از چپ: امیل بارت از حزب س.د. م، اتو لندزبرگ از حزب س.د. فریدریش ابرت از حزب س.د. هوگو هازه از حزب س.د. م، ویلهلم دیتمان از حزب س.د. م، و فیلیپ شایدمان از حزب س.د.

پیشنهاد شورای کارگری برای انتخاب کمیته اقدام علاوه بر این باعث تعجب رهبری حزب سوسیال دموکرات شد و بحث‌های داغی را آغاز کرد. ابرت سرانجام موفق شد لیست ۲۴ نفره «شورای اجرایی کارگران و شورای سربازان» را به همان اندازه با اعضای حزب سوسیال دموکرات و حزب مستقل سوسیال دموکرات پر کند. ریاست شورای اجرایی به عهده ریچارد مولر و بروتوس ملکنبور بود.
عصر روز ۱۰ نوامبر، طی یک تماس تلفنی بین فریدریش ابرت و ژنرال ویلهلم گرونر، اولین ژنرال ارشد آلمان در اسپا در بلژیک برقرار شد. در مقابل قول ارتش برای حمایت از دولت، ابرت به ژنرال گرونر قول داد که درجه‌های نظامی فرماندهان ارتش را به آنان بازخواهد گرداند.
در هرج و مرج روزهای انقلاب، پذیرفتن شرایط سخت متفقین برای آتش‌بس توسط دولت ابرت مورد توجه عموم قرار نگرفت. در ۱۱ نوامبر، معاون حزب، ماتیاس ارزبرگر، به نمایندگی از برلین، توافقنامه آتش‌بس را در کومپین فرانسه امضا کرد و جنگ جهانی اول به پایان رسید.

### بن‌بست سیاسی برای حزب سوسیال دموکرات
اگرچه با تلاش‌های ابرت، حزب سوسیال دموکرات در دولت آینده نقش تعیین‌کننده‌ای بدست آورد بود، اما ابرت همچنان از نتایج راضی نبود. او پارلمان شورایی و شورای اجرایی را مفید نمی‌دانست، بلکه آن‌ها را موانعی می‌دید که مانع انتقال آرام قدرت از امپراتوری به سیستم جدید حکومتی می‌شد. کل رهبری حزب سوسیال دموکرات بیش از نخبگان قدیمی در ارتش و دولت به شوراها اعتماد نداشتند و در مقابل به میزان قابل توجهی وفاداری نخبگان قدیمی به جمهوری جدید را دست بالا می‌گرفتند. آنچه ابرت را بیشتر آزار می‌داد این بود که او اکنون نمی‌توانست در مقابل شوراها به عنوان صدراعظم فعالیت کند، بلکه فقط به عنوان رئیس یک دولت انقلابی فعالیت می‌کرد. گرچه او رهبری انقلاب را فقط برای متوقف کردن آن به عهده گرفت، اما محافظه کاران او را یک خیانتکار می‌دانستند.
از نظر تئوری، شورای اجرایی بالاترین شورای رژیم انقلابی بود و بنابراین مولر رئیس دولت جدید «جمهوری سوسیالیستی آلمان» بود. اما در عمل، ابتکار عمل شورا توسط درگیری‌های قدرت داخلی متوقف شده بود. شورای اجرایی تصمیم گرفت «کنوانسیون شورای امپراتوری» را در ماه دسامبر به برلین احضار کند. در هشت هفته حکومت مضاعف شوراها و دولت امپراتوری، دومی همیشه بر قدرت مسلط بود. اگرچه هازه با حقوقی برابر رسماً رئیس شورای بود، اما مقامات سطح بالاتر خود را موظف می‌دیدند که در مورد کارهایشان به فقط به ابرت گزارش دهند.
حزب سوسیال دموکرات نگران این بود که انقلاب شبیه به روسیه به فرمی از جمهوری شورایی یا شوروی منجر شود. با این حال، پیمان مخفی مابین ابرت و گرونر هم نتوانست در آن مقطع افسران پیشین ارتش امپراتوری را برای برپایی جمهوری مورد نظر ابرت متقاعد کند. هرچه رفتارهای ابرت برای کارگران انقلابی، سربازان و مباشران آنها غیرقابل فهم‌تر می‌شد، رهبری حزب سوسیال دموکرات بیش از پیش اعتماد هواداران خود را از دست می‌داد، بدون اینکه از طرف‌های ضدانقلابیون جناح راست حمایتی کسب کند.

### توافق‌نامه اشتینس - لگین
انقلابیون در مورد نظام اقتصادی و سیاسی آینده با هم اختلاف داشتند. حزب سوسیال دموکرات و حزب سوسیال دموکرات مستقل طرفدار قرار دادن صنایع سنگین تحت کنترل دموکراتیک دولتی بودند. در حالی که جناح‌های چپ هر دو حزب و انقلابیون می‌خواستند پا را از آن فراتر گذاشته و «دموکراسی مستقیم» را در بخش تولیدات اقتصادی اعمال کنند. در واقع نه تنها به نفع حزب سوسیال دموکرات بود که از دموکراسی شورای جلوگیری کند، بلکه حتی اقدامات شوراها وجود اتحادیه‌ها را هم زیر سؤال می‌برد.
برای جلوگیری از این وقایع، رهبران اتحادیه تحت نظر کارل لگین و نمایندگان صنایع سنگین تحت نظارت هوگو استینس و کارل فردریش فون زیمنس از ۹ تا ۱۲ نوامبر در برلین دیدار کردند. در ۱۵ نوامبر، آنها توافق‌نامه ای را با رضایت هر دو طرف به امضا رساندند: نمایندگان اتحادیه قول دادند که تولید منظم را تضمین کنند، به اعتصابات پایان دهند، نفوذ شوراها را کنار بگذارند و از ملی شدن ابزار تولید جلوگیری کنند. کارفرمایان نیز تضمین کردند که ۸ ساعت کار در روز را که سال‌ها کارگران به دنبال احقاق آن بودن به رسمیت بشناسند. همچنین کارفرمایان، نمایندگی انحصاری اتحادیه‌ها برای احقاق حقوق کارگران به‌جای شوراها را به رسمیت شناختند بعد از توافق، هر دو حزب کمیته‌ای را با نام «کمیته مرکزی برای حفظ اقتصاد» (Zentralausschuss für die Aufrechterhaltung der Wirtschaft) تشکیل دادند.
«کمیته داوری» (Schlichtungsausschuss) برای میانجیگری اختلاف‌نظرهای آینده بین کارفرمایان و اتحادیه‌ها بود. از این به بعد، کمیته‌ها بهمراه مدیریت صنایع می‌بایست میزان دستمزد کارگران را در هر کارخانه با بیش از ۵۰ کارمند کنترل کنند.
با این ترتیب اتحادیه‌ها به یکی از خواسته‌های دیرینه خود رسیده بودند، اما تمام تلاش‌ها برای ملی کردن ابزار تولید را تضعیف کردند و نفوذ شوراها را نیز تا حد زیادی کاهش دادند.

### دولت موقت و جنبش شورایی
رایشستاگ از ۹ نوامبر به بعد تشکیل جلسه نداده بود. شورای معاونین خلق و شورای اجرایی جایگزین دولت قبلی شده بودند، اما سیستم اداری قبلی بدون تغییر باقی مانده بودند.
در ۱۲ نوامبر، شورای نمایندگان مردم، برنامه دولت سوسیالیست و دموکراتیک خود را منتشر کرد. این شورا وضعیت اختناق و سانسور را برداشت، "Gesindeordnung" ("قوانین بنده" که روابط بین فرودست و فرادست را کنترل می‌کرد) را لغو کرد، برای اولین بار به زنان حق رای داد، تمام زندانیان سیاسی را آزاد کرد و آیین‌نامه‌هایی برای آزادی تشکل‌ها، اجتماعات و مطبوعات وضع کرد. همچنین قانون کار هشت ساعت در روز بر اساس توافق‌نامه Stinnes-Legien قانونی شد و مزایای بیکاری، بیمه اجتماعی و جبران خسارت کارگران افزایش یافت.

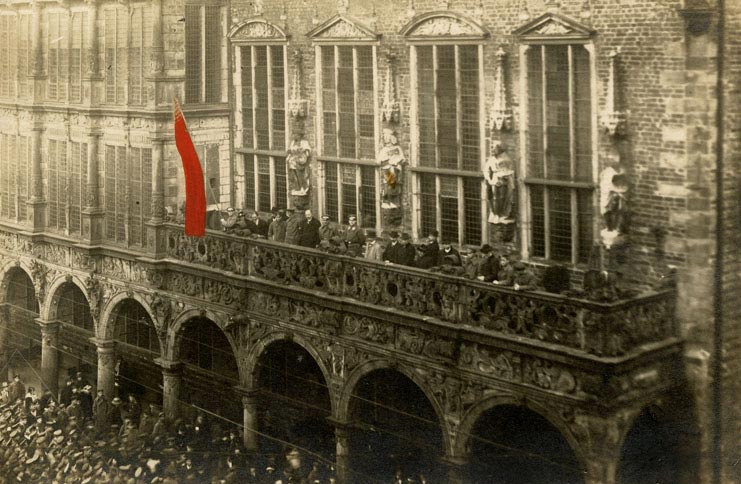
تظاهرات در بیرون تالار شهر برمن، ۱۵ نوامبر ۱۹۱۸.

با اصرار نمایندگان حزب مستقل سوسیال دموکرات، شورای نمایندگان مردم «کمیته ملی‌سازی» را تعیین کردند که شامل کارل کائوتسکی، رودولف هیلفردینگ و اتو هوو می‌شد. این کمیته قرار بود بررسی کند که کدام صنایع برای ملی شدن «مناسب» هستند و ملی شدن صنعت زغال‌سنگ و فولاد را در دستور کار قرار دهد. اگرچه این کمیته تا ۷ آوریل ۱۹۱۹ نتیجه ملموسی بدست نیاورد. «بدنه‌های خودگردان» فقط در استخراج زغال‌سنگ و پتاس و در صنعت فولاد به کار گماشته شدند.
رهبری حزب سوسیال دموکرات بیش از آنکه با شورای جدید کارگران و سربازان کار کند، با دولت قدیمی کار می‌کرد، زیرا شوراها را در تأمین صحیح نیازهای مردم ناتوان می‌دانست. از اواسط ماه نوامبر، این امر باعث اختلافات مداوم با شورای اجرایی شد. همان‌طور که شورا به‌طور مداوم مواضع خود را تغییر می‌داد، ابرت نیز مسئولیت‌های بیشتری را به عهده می‌گرفت و قصد داشت برای همیشه به «دخالت» شوراها در آلمان پایان دهد. اما ابرت و رهبری حزب سوسیال دموکرات قدرت نه تنها جنبش شورا بلکه لیگ اسپارتاکوس را بیش از حد ارزیابی کرده بودند. به عنوان مثال، اتحاد اسپارتاکیست هیچگاه آنگونه که محافظه کاران و برخی از اعضای حزب سوسیال دموکرات معتقد بودند، بر جنبش شورا کنترلی نداشت.
در لایپزیگ، هامبورگ، برمن، کمنیتس و گوتا، شورای کارگران و سربازان شهرها را تحت کنترل خود درآوردند. علاوه بر این، در برانشوایگ، دوسلدورف، مولهایم / روهر و تسویکاو، همه کارمندان دولت که هنوز به امپراتور وفادار بودند دستگیر شدند. در هامبورگ و برمن «گارد سرخ» تشکیل شد که برای محافظت از انقلاب بود. شوراها مدیریت کارخانه Leuna را که یک کارخانه عظیم شیمیایی در نزدیکی مرسبورگ بود، عزل کردند. شوراهای جدید اغلب خود به خود و خودسرانه منصوب می‌شدند و هیچ تجربه مدیریتی نداشتند. اما سایر شوراها با دولت توافق کردند و اطمینان حاصل کردند که قانون و نظم سریعاً برقرار می‌شود. به عنوان مثال، ماکس وبر عضوی از شورای کارگران هایدلبرگ بود و از اینکه اکثر اعضای شورا لیبرال‌های میانه‌رو بودند، بسیار متعجب بود. شوراها توزیع غذا، نیروی پلیس و محل اسکان و مایحتاج سربازان خط مقدم را که به تدریج به خانه خود برمی‌گشتند را نیز به عهده گرفتند.
مدیران سابق امپراتوری و شوراها به یکدیگر وابسته بودند: اولی دانش و تجربه داشت، دومی دارای نفوذ سیاسی بود. در بیشتر موارد، اعضای حزب سوسیال دموکرات انتخاب خود در شوراها را یک امر موقتی فرض می‌کردند. برای آنها و همچنین اکثریت جمعیت آلمان در سال ۱۹۱۸، معرفی جمهوری شورای هرگز مسئله ای نبوده‌است، اما در واقع حتی به آنها فرصتی داده نشده بود که در مورد آن فکر کنند. بسیاری می‌خواستند از دولت جدید حمایت کنند و انتظار داشتند که دولت جدید، سابقه رژیم نظامی گری و استبداد دوره امپراتوری را از بین ببرد. آنها که از جنگ خسته و امیدوار به یک راه حل صلح آمیز بودند، دستاوردهای انقلابی را تا حدی بیش از حد ارزیابی کردند.

### کنوانسیون شورای عمومی
طبق تصمیم کمیته اجرایی، شورای کارگران و سربازان در کل کشور معاونانی را به برلین اعزام کرد که قرار بود در ۱۶ دسامبر در سیرک بوش برای «اولین کنوانسیون عمومی شوراهای کارگران و سربازان» (ارستر) تشکیل جلسه دهند. Allgemeiner Kongress der Arbeiter- und Soldatenräte). در ۱۵ دسامبر، ابرت و ژنرال گرونر برای جلوگیری از این کنوانسیون و بازپس‌گیری کنترل پایتخت، به سربازان دستور داده بودند که به برلین بروند. در ۱۶ دسامبر، یکی از هنگهای در نظر گرفته شده برای این طرح خیلی سریع عمل کرد. در تلاش برای دستگیری رئیس شورای اجرایی، سربازان به تظاهرات «گارد سرخ» غیرمسلح و نمایندگان شوراهای سربازان وابسته به اسپارتاکیست‌ها، آتش گشودند. ۱۶ نفر کشته شدند.
با این کار، احتمال خشونت و خطر کودتا از سمت راستگرایان نمایان شد. در واکنش به این حادثه، رزا لوکزامبورگ روز ۱۶ دسامبر در روزنامه پرچم قرمز، ارگان اتحادیه اسپارتاکیست، خواستار خلع سلاح مسالمت آمیز واحدهای نظامی در حین بازگشت به پایگاه‌هایشان توسط کارگران برلین شد. او می‌خواست شوراهای سربازان تابع مجلس انقلابی باشند و سربازان «دوباره آموزش ببینند».
در ۱۰ دسامبر، ابرت از ده لشکری که از جبهه جنگ بازگشتند استقبال کرد و امیدوار بود که از آنها در برابر شوراها استفاده کند. همان‌طور که کمی بعد مشخص شد، این نیروها نیز تمایلی به ادامه جنگ نداشتند. جنگ تمام شده بود، کریسمس نزدیک بود و بیشتر سربازان فقط می‌خواستند به خانه و پیش خانواده‌هایشان بروند. اندکی پس از ورود به برلین، سربازان پراکنده شدند و ضربه ای علیه کنوانسیون شوراها وارد نشد.
به هر حال این ضربه غیرضروری بود، زیرا کنوانسیونی که کار خود را در ۱۶ دسامبر در مجلس نمایندگان پروس آغاز کرد، عمدتاً از هواداران و اعضای حزب سوسیال دموکرات تشکیل می‌شد. حتی کارل لیبکنشت نیز موفق به کسب کرسی نشده بود. در واقع به اتحادیه اسپارتاکیست نفوذی داده نشد. در ۱۹ دسامبر، شوراها با ۳۴۴ رای موافق و ۹۸ رای مخالف، به نظام سیاسی شورایی به عنوان پایه ای برای قانون اساسی جدید رأی دادند. در عوض، آنها از تصمیم دولت در مورد خواستار انتخابات هرچه سریعتر برای یک مجلس ملی مؤسسان حمایت کردند. این مجلس برای تصمیم‌گیری در مورد سیستم ایالتی بود.
این کنوانسیون فقط در مورد مسئله کنترل ارتش با ابرت اختلاف داشت. این کنوانسیون خواستار اظهار نظر شورای مرکزی بود که حق انتخاب سران ارتش، افسران و اختیارات انضباطی برای شوراهای سربازان محفوظ باشد. این برخلاف توافق میان ابرت و ژنرال گرونر بود. هر دو برای لغو این تصمیم از هیچ تلاشی فروگذار نکردند. فرماندهی عالی نظامی (که در این فاصله از اسپا به کاسل منتقل شده بود)، شروع به عضوگیری سپاه داوطلب وفادار (فرای‌کورپس) علیه تهدیدات احتمالی بلشویکی کرد. برخلاف سربازان انقلابی ماه نوامبر، این نیروها از افسران و نیروهای داوطلب سلطنت طلب، ملی‌گرا و راست‌گرا تشکیل شده بود.

### بحران کریسمس ۱۹۱۸
از تاریخ ۹ نوامبر ۱۹۱۸ دولت به دیویزیون مردمی نیروی دریایی که به منظور حفاظت از انقلاب به تازگی تأسیس شده بود دستور داد که برای حفاظت بیشتر از کیل به برلین نقل مکان کند و آنان را در نزدیکی کاخ شهر برلین (Berlin Stadtschloss) مستقر کرد. این لشکر کاملاً به انقلاب وفادار بود و در واقع از شرکت در کودتای ۶ دسامبر نیز خودداری کرده بود. ملوانان حتی فرمانده خود را برکنار کردند زیرا او را در این ماجرا دخیل می‌دیدند. همین عملکرد بود که به آنها شهرت طرفداری از اسپارتاکیست‌ها را داد. ابرت خواستار انحلال آنها شد و اتو ولز که از ۹ نوامبر فرماندار برلین شده بود و با ابرت همسو بود از پرداخت حقوق آنان خودداری کرد.

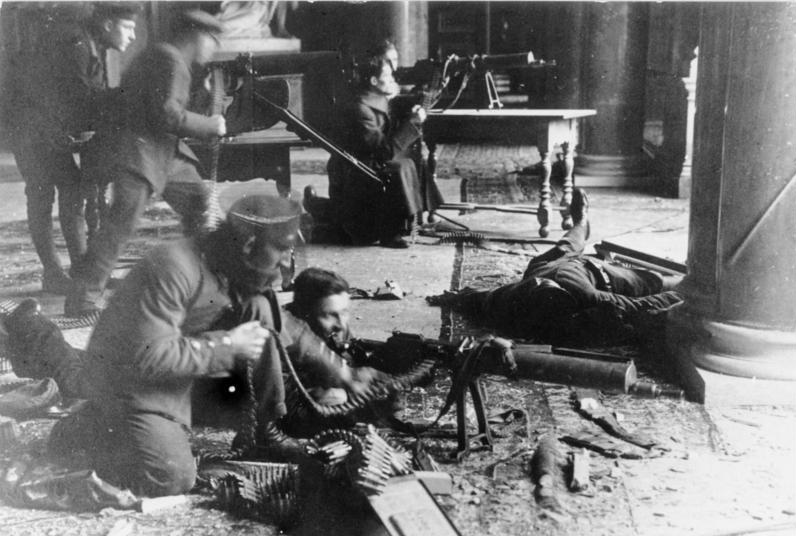
سربازان انقلابی چپ‌گرا در طول درگیری‌های کریسمس ۱۹۱۸ در کاخ شهر برلین

اختلافات در ۲۳ دسامبر بالا گرفت. پس از روزها تعویق پرداخت حقوق، ملوانان خود دفتر فرماندار را اشغال کردند، خطوط تلفن را قطع کردند، شورای نمایندگان مردم را در حصر خانگی قرار دادند و اتو ولز را اسیر کردند. اگرچه ملوانان از این برای ساقط کردن دولت ابرت استفاده نکردند. در عوض، آنها فقط بر پرداخت حقوق خود تأکید می‌کردند. با این وجود، ابرت که از طریق یک خط تلفن مخفی با فرماندهی عالی در کاسل در ارتباط بود، دستور حمله به اقامتگاه ملوانان را با نیروهای وفادار به دولت در صبح ۲۴ دسامبر صادر کرد. ملوانان با فرمانده خود هاینریش دورنباخ حمله را دفع کردند و در این درگیری حدود ۳۰ غیرنظامی را از دست دادند. نیروهای دولتی مجبور به عقب‌نشینی از مرکز برلین شدند. بعد از این درگیری، حمله‌کنندگان در گروه تازه تأسیس Freikorps ادغام شدند. آنها برای جبران عقب‌نشینی تحقیرآمیز خود، موقتاً دفاتر سردبیر پرچم سرخ را اشغال کردند.
این درگیری نشان می‌داد که ملوانان، طرفداران اسپارتاکیست‌ها نبودند و از طرف دیگر هیچ نقشی در تداوم انقلاب نداشتند؛ بنابراین تنها نتیجه بحران کریسمس که اسپارتاکیست‌ها آن را «کریسمس خونین ابرت» نامیدند، این بود که انقلابیون خواستار تظاهرات در روز کریسمس شدند و حزب سوسیال دموکرات مستقل در روز ۲۹ دسامبر در اعتراض به این کشتار دولت را ترک کرد. آن‌ها با خروج خود از دولت بیشترین کمک را به ابرت کردند، زیرا او فقط تحت فشار روند انقلاب به این حزب اجازه شرکت در دولت را داده بود. در عرض چند روز، شکست نظامی دولت ابرت به یک پیروزی سیاسی بزرگ برای او تبدیل شد.

### تأسیس حزب کمونیست آلمان و شورش ژانویه ۱۹۱۹
اسپارتاکیستها بعد از تجربه همکاری با احزاب سوسیال دموکرات آلمان به این نتیجه رسیدند که اهداف آنها تنها با تشکیل یک حزب برای خود محقق می‌شود، بنابراین آنها در ائتلافی با سایر گروه‌های چپ سوسیالیست از کل آلمان، حزب کمونیست آلمان (KPD) را تأسیس کردند.

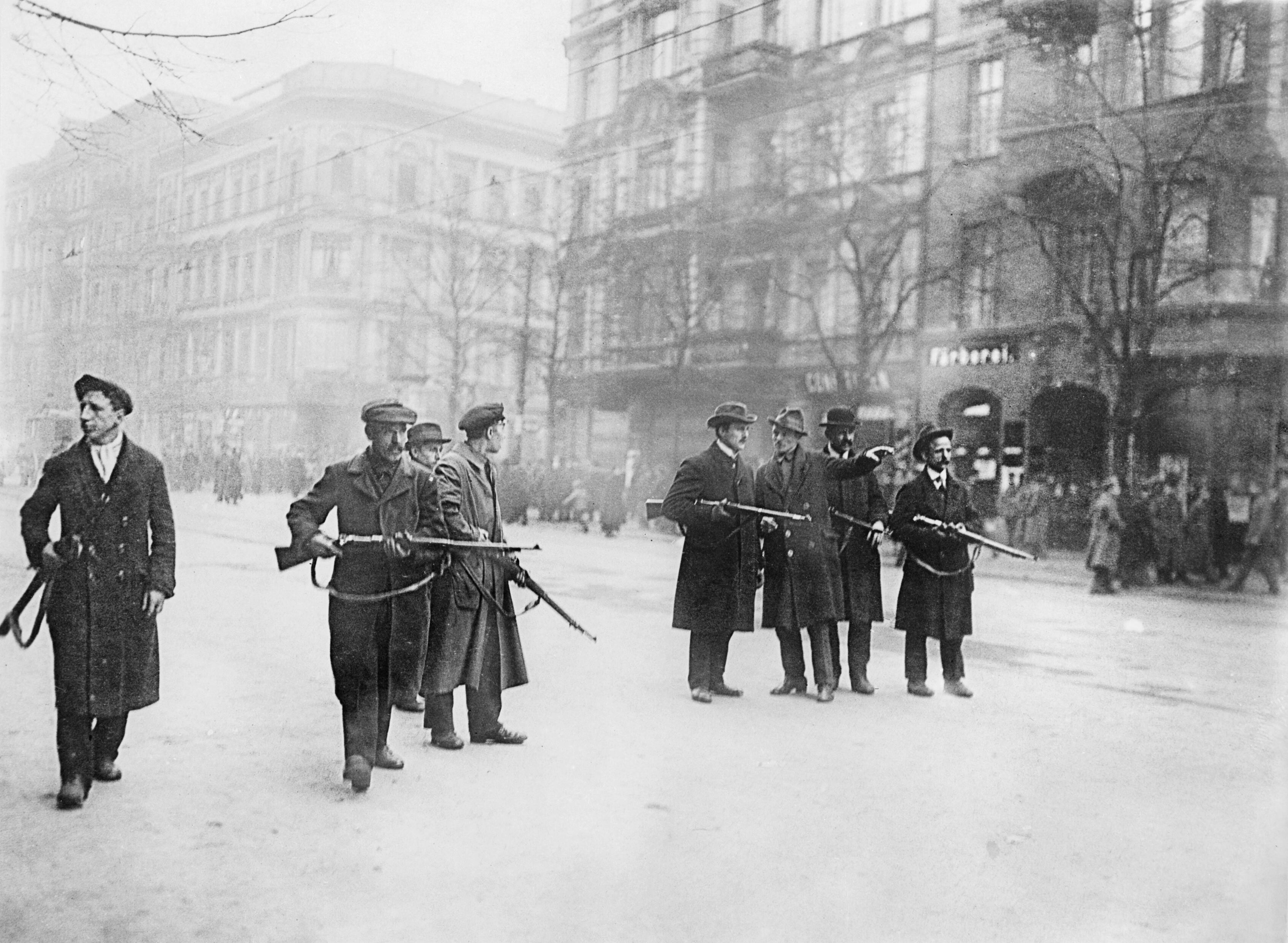
شبه‌نظامیان اسپارتاکیست در برلین

روزا لوکزامبورگ برنامه حزبی خود را تهیه کرد و آن را در ۳۱ دسامبر ۱۹۱۸ ارائه داد. در این برنامه، او اشاره کرد که کمونیستها هرگز نمی‌توانند بدون اراده مشخص مردم در اکثریت قدرت را بدست آورند. در ۱ ژانویه، وی خواستار شرکت KPD در انتخابات برنامه‌ریزی شده سراسری آلمان شد، اما اکثریت حزبی هنوز امیدوار بودند که با ادامه تحریک کارگران در کارخانه‌ها به اعتصاب و شورش و از طریق «فشار خیابان‌ها» به قدرت برسند. پس از مشورت با اسپارتاکیست‌ها، انقلابیون نظامی تصمیم گرفت در حزب مستقل سوسیال دموکرات باقی بماند. این اولین شکست حزب کمونیست آلمان بود.
شکست قاطع چپ در اولین روزهای سال ۱۹۱۹ رخ داد. همانند ماه نوامبر گذشته، موج انقلابی دوم ایجاد شد، اما برخلاف نوامبر این انقلاب با خشونت سرکوب شد. این موج انقلاب در ۴ ژانویه آغاز شد، زمانی که دولت، رئیس پلیس ارشد برلین امیل آیش‌هورن را برکنار کرد. آیشهورن یکی از اعضای حزب مستقل سوسیال دموکرات بود که از به کار بردن خشونت علیه کارگران تظاهرات کننده در بحران کریسمس خودداری کرده بود. این اقدام منجر به این شد که حزب مستقل سوسیال دموکرات، کارگران انقلابی و روسای حزب کمونیست آلمان کارل لیبکنشت و ویلهلم پیک خواستار برگزاری تظاهراتی در روز بعد شوند.
تظاهرات روز ۵ ژانویه ۱۹۱۹ به گردهمایی عظیمی از تظاهرکنندگان تبدیل شد. روز یکشنبه، ۵ ژانویه، همانند ۹ نوامبر ۱۹۱۸، صدها هزار نفر به مرکز برلین سرازیر شدند، بسیاری از آنها مسلح بودند. بعد از ظهر، ایستگاه‌های قطار و دفاتر روزنامه‌ها و دفتر مرکزی روزنامه حزب سوسیال دموکرات Vorwärts اشغال شدند. در برخی از روزنامه‌ها در روزهای گذشته نه تنها در مورد جذب نیروی فرایکورپ‌ها، بلکه در مورد قتل اسپارتاکیست‌ها نیز صحبت شده بود.
تظاهرکنندگان عمدتاً همان کسانی بودند که دو ماه قبل در اغتشاشات شرکت داشتند. آنها در این تظاهرات خواستار تحقق امیدهای محقق نشده در تظاهرات ماه نوامبر بودند. اسپارتاکیستها به هیچ وجه موقعیت رهبری نداشتند. این تقاضاها مستقیماً مورد حمایت گروه‌های مختلف چپ از حزب سوسیال دموکرات بود. به اصطلاح «قیام اسپارتاکیست» که متعاقب آن شروع شد، فقط تا حدی از حزب کمونیست نشأت گرفت. اعضای حزب کمونیست حتی در میان شورشیان نیز در اقلیت بودند.
کسانی که در ستاد پلیس جمع شدند، یک «کمیته انقلابی موقت» با ۵۳ عضو (Provisorischer Revolutionsausschuss) را انتخاب کردند. در این جلسه لیبکنشت خواستار سرنگونی دولت شد و با ایده‌های کمیته تبلیغ مبارزه مسلحانه موافقت کرد. رزا لوکزامبورگ و همچنین اکثر رهبران حزب کمونیست تصور کردند که یک شورش فاجعه به بار خواهد آورد و علیه آن صحبت کردند.
روز بعد، ۶ ژانویه، کمیته انقلابی دوباره خواستار تظاهرات گسترده در برلین شد. این بار افراد بیشتری به این تماس توجه می‌کنند. آنها بار دیگر پلاکاردها و بنرهایی را حمل کردند که بر روی آنها نوشته شده بود: "برادران، شلیک نکنید!" و خواستار سرنگونی دولت ابرت شدند. اما فعالان حزب کمونیست عمدتاً در تلاش برای به دست آوردن نیروی بیشتر شکست خوردند. معلوم شد که حتی واحدهایی مانند لشکر نیروی دریایی خلق نیز حاضر به حمایت از شورش مسلحانه نبوده و خود را بی‌طرف اعلام کردند. هنگهای دیگر مستقر در برلین بیشتر به دولت وفادار مانده بودند.
در حالی که نیروهای بیشتری به دستور ابرت در حال حرکت به برلین بودند، او پیشنهاد حزب سوسیال دموکرات مستقل را برای میانجیگری بین او و کمیته انقلاب پذیرفت. پس از مشخص شدن پیشروی نیروها به داخل شهر، بروشوری از حزب سوسیال دموکرات پخش شد که روی آن نوشته شده بود: «ساعت حساب نزدیک است». با این وجود کمیته، مذاکرات بیشتر را در ۸ ژانویه قطع کرد. این فرصت کافی بود تا ابرت بتواند از نیروهای مستقر در برلین علیه شورشیان استفاده کند. از ۹ ژانویه، آنها با خشونت، شورشیان را سرکوب کردند. علاوه بر این، در ۱۲ ژانویه نیروهای ضدانقلاب فرای‌کورپس که از ابتدای دسامبر کم و بیش به عضوگیری بیشتر پرداخته بود نیز به برلین نقل مکان کرد. گوستاو نسکه، که چند روز نماینده مردم در ارتش و نیروی دریایی بود، با ذکر این مطلب که اگر خونریزی انجام وظیفه است، از اعمال آن خجالت‌زده نخواهد شد، فرماندهی این نیروها را پذیرفت.
فریکورپس به طرز وحشیانه ای چندین ساختمان را پاکسازی و شورشیان را در همان‌جا اعدام کرد. بقیه خیلی زود تسلیم شدند اما بعضی از آنها مورد اصابت گلوله قرار گرفتند. شورش ژانویه جان ۱۵۶ نفر را در برلین گرفت.

### قتل کارل لیبکنشت و رزا لوکزامبورگ
سرکردگان شورش ژانویه مجبور به اختفا شدند اما علی‌رغم اصرار متحدانشان، آنها از ترک برلین خودداری کردند. عصر روز ۱۵ ژانویه ۱۹۱۹، رزا لوکزامبورگ و کارل لیبکنشت در یک آپارتمان در منطقه ویلمرزدورف برلین پیدا شدند. آنها بلافاصله دستگیر و تحویل بزرگ‌ترین فریکورپس، لشکر Garde-Kavallerie-Schützen که تا دندان مسلح بود شدند. فرمانده آنها، کاپیتان والدمار پابست از آنان بازجویی کرد. سپس در همان شب هر دو زندانی نیمه هشیار با قنداق تفنگ مورد ضرب و شتم قرار گرفتند و به سرشان شلیک کردند. جسد رزا لوکزامبورگ به کانال لندوهر که از برلین عبور می‌کند، انداخته شد، جایی که ماه‌ها بعد از آن در ۱ ژوئیه پیدا شد. جسد کارل لیبکنشت، بدون نام، به سردخانه تحویل داده شد.
بیشتر عاملان این جنایت مجازات نشدند. بعداً حزب نازی تعداد کمی از این عاملان را که محاکمه یا حتی زندانی شده بودند مورد عفو قرارداد و آنها را در اس‌آ ادغام کردند. پابست در مصاحبه ای که در سال ۱۹۶۲ با «اشپیگل» انجام داد در خاطراتش اظهار داشت که وی در دفتر صدراعظم تلفنی با نوسکه صحبت کرده بود و نسکه و ابرت اقدامات وی را تأیید کرده‌اند. اظهارات پابست هرگز تأیید نشد، خصوصاً که نه رایشتاگ و نه دادگاه‌ها هرگز پرونده را بررسی نکردند.

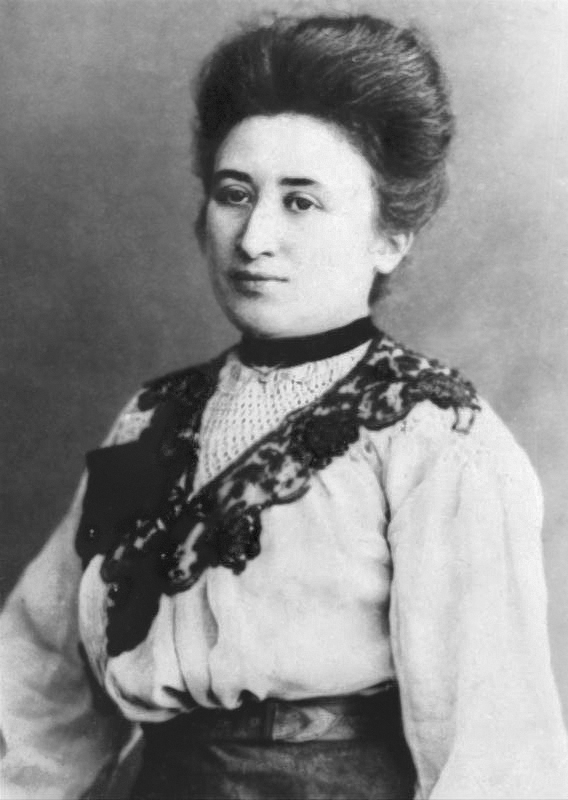
رزا لوکزامبورگ در سال ۱۹۱۵

پس از قتل‌های ۱۵ ژانویه، اختلافات سیاسی بین حزب سوسیال دموکرات و حزب کمونیست آلمان بسیار زیاد شده بود. در سالهای بعد، هر دو حزب نتوانستند در مورد چالش مشترک‌شان یعنی حزب نازی، که از سال ۱۹۳۰ به شدت قدرت گرفته بود به اقدام مشترکی دست بزنند.

### شورش‌های ضدانقلاب در آلمان
در ماه‌های اول سال ۱۹۱۹، شورش‌های مسلحانه دیگری در سراسر آلمان رخ داد. در بعضی از ایالت‌ها، جمهوری شورایی اعلام شد که معروف‌ترین آن با اینکه چندان به طول نینجامید جمهوری شوروی بایرن بود.
شبه‌نظامیان ضدانقلاب از اواخر فوریه با فرمان گوستاو نسکه دست به خیزش مسلحانه علیه جمهوری شوروی برمن زدند. علی‌رغم پیشنهاد مذاکره از سوی انقلابیون، نسکه به واحدهای فرای‌کورپس دستور داد تا به شهر حمله کنند. تقریباً ۴۰۰ نفر در درگیری‌های بعدی کشته شدند.
این کشتار باعث اعتصاب عمومی در منطقه روهر، راین‌لند و ساکسونی شد. اعضای حزب مستقل سوسیال دموکرات، حزب کمونیست و حتی حزب سوسیال دموکرات اکثریت خواستار اعتصاب عمومی شدند که از ۴ مارس آغاز شد. برخلاف میل رهبران اعتصاب‌کنندگان، اعتصاب‌ها در برلین به درگیری‌های خیابانی انجامید. دولت ایالتی پروس که وضعیت اضطراری اعلام کرده بود، دولت مرکزی را برای کمک فراخواند. دوباره نوسکه شبه‌نظامیان Gardekavallerie-Schützendivision را به فرماندهی ژنرال والدمار پابست برای مقابله با اعتصاب کنندگان در برلین به کار گرفت. در پایان درگیری‌ها در ۱۶ مارس، شبه‌نظامیان تقریباً ۱۲۰۰ نفر از انقلابیون را به قتل رسانده بودند، بسیاری از کشته‌شدگان از افراد غیرمسلح بود. در این میان، ۲۹ عضو دیویزیون نیروی دریایی خلق که تسلیم شبه‌نظامیان شده بودند نیز به‌طور صحرایی اعدام شدند.
اوضاع در هامبورگ و تورینگن نیز بسیار شبیه به شرایط جنگ داخلی بود و جمهوری‌های شورایی در این مناطق نیز خیلی زود توسط شبه‌نظامیان ضدانقلاب سرنگون شدند. طولانی‌ترین جمهوری شورایی در بایرن بود که آن هم در کمتر از یک ماه سقوط کرد. در روز ۲ مه واحدهای ارتش پروس و فرای‌کورپس از وورتمبرگ با استفاده از همان روشهای قهرآمیزی که در برلین و برمن بکار برده‌بودند وارد مونیخ شدند و جمهوری شوروی بایرن را سرنگون کردند.

### مجلس ملی و قانون اساسی جدید
در ۱۹ ژانویه ۱۹۱۹، مجلس مؤسسان (Verfassungsgebende Nationalversammlung) در آلمان تشکیل شد. به غیر از حزب سوسیال دموکرات و حزب سوسیال دموکرات مستقل و حزب میانهٔ کاتولیک، چندین حزب از طبقه متوسط که از ماه نوامبر تأسیس شده بودند نیز در آن حضور داشتند: حزب لیبرال چپ دمکرات آلمان (DDP)، حزب ملی لیبرال خلق آلمان (DVP) و همچنین حزب محافظه کار و ملی‌گرای حزب خلق ملی آلمان (DNVP). علی‌رغم توصیه روزا لوکزامبورگ، حزب کمونیست آلمان در این انتخابات شرکت نکرد.

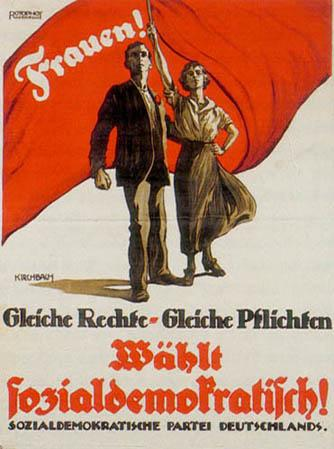
پوستر انتخاباتی حزب سوسیال دموکرات برای انتخابات رایشستاگ ۱۹۱۹ که حق رای برابر برای زنان را نشان می‌داد.

حزب سوسیال دموکرات با کسب ۳۷٫۴ درصد آرا به پرقدرت‌ترین حزب در رایشستاگ تبدیل شد و ۱۶۵ کرسی از ۴۲۳ کرسی مجلس را به دست آورد. حزب مستقل سوسیال دموکرات فقط ۷٫۶٪ آرا را به دست آورد و ۲۲ نماینده را به پارلمان فرستاد. محبوبیت حزب مستقل سوسیال دموکرات بار دیگر به‌طور موقت پس از کودتای کاپ-لوتویتز در سال ۱۹۲۰ افزایش یافت، اما این حزب در سال ۱۹۲۲ منحل شد. حزب میانه کاتولیک با ۹۱ کرسی پس از حزب سوسیال دموکرات دومین حزب قدرتمند آلمان شد، حزب لیبرال چپ دموکرات دارای ۷۵ کرسی، حزب ملی لیبرال خلق دارای ۱۹ و حزب خلق ملی آلمان دارای ۴۴ کرسی در رایشستاگ شدند. پس از انتخابات، حزب سوسیال دموکرات برای تشکیل دولت، با حزب میانه کاتولیک و حزب لیبرال چپ دموکرات وارد ائتلاف شد. از آنجایی که شرایط امنیتی برلین برای تشکیل اولین دموکرات آلمان مساعد نبود، شورای ملی آلمان در روز ۶ فوریه در شهر وایمار در ایالت تورینگن اولین جلسه خود را برگزار کرد و فریدریش ابرت را بعنوان رئیس‌جمهور موقت آلمان برگزید. جمهوری جدید آلمان به همین دلیل به جمهوری وایمار مشهور شد.
فیلیپ شایدمان روز ۱۳ فوریه بعنوان نخست‌وزیر ائتلاف (Ministerpräsident) در شهر وایمار سوگند یاد کرد. چند ماه پس از آن، ابرت در ۲۱ اوت ۱۹۱۹ طبق قانون اساسی جدید آلمان به عنوان رئیس‌جمهور رایش (Reichspräsident) به قدرت رسید.
قانون اساسی جدید جمهوری وایمار از یک سو اختیارات بیشتری را از طریق دموکراسی مستقیم و مکانیزم حق رای یا همه‌پرسی به شهروندان راه‌دهنده می‌داد. اما از سوی دیگر ماده ۴۸ قانون اساسی این اختیار را به رئیس‌جمهور می‌داد که در صورت لزوم با کمک ارتش رایشستاگ را منحل کند. در سال ۱۹۳۲ و ۱۹۳۳، ماده ۴۸ قانون اساسی در از میان برداشتن دموکراسی نوپای آلمان و به قدرت رسیدن نازی‌ها نقش اساسی داشت.

## اتفاقات بعد از تشکیل جمهوری
در سال‌های ۱۹۲۰ تا ۱۹۲۳ نیروهای ملی‌گرا همچنان به مخالفت علیه جمهوری وایمار و مخالفان چپگرا ادامه دادند. در سال ۱۹۲۰، دولت آلمان با کودتای ولفگانگ کاپ برای مدت کوتاهی از قدرت کنار رفت و در این مدت دولتی ناسیونالیست و راستگرا در قدرت بود. تظاهرات گسترده باعث سرنگونی این دولت راستگرا شد. در سالهای ۱۹۲۱ و ۱۹۲۲، ماتیاس ارتسبرگر که پیمان ورسای را امضا کرده بود و والتر راتناو وزیر خارجه آلمان، توسط سازمان بشدت راستگرا و ضدیهودی کنسول اجرایی اصابت گلوله قرار گرفتند و کشته شدند. حزب ناسیونال سوسیالیست کارگران آلمان که در آن زمان به تازگی تأسیس شده بود تحت رهبری آدولف هیتلر و با حمایت رئیس سابق ارتش آلمان اریش لودندورف، به خشونت علیه دولت و نیروهای سیاسی چپ دست زدند. هیتلر با همکاری لودندورف در سال ۱۹۲۳ دست به کودتایی برضد جمهوری وایمار در مونیخ زد که به کودتای سالن آبجوخوری مشهور شد. این کودتا شکست خورد، هیتلر دستگیر شد و برخی از اعضای حزب نازی به اتریش فرار کردند.
جمهوری ویمار همیشه تحت فشار شدید افراط گرایان چپ و راست قرار داشت. چپگرایان رادیکال، سوسیال دموکرات‌های حاکم را متهم کردند که با جلوگیری از انقلاب کمونیستی و استفاده از فرای‌کورپس برای سرکوب کارگران، به آرمان‌های جنبش کارگری خیانت کرده‌اند. افراط گرایان راست‌گرا نیز با هرگونه سیستم دموکراتیک مخالف بودند و به جای آن دولتی استبدادی مشابه امپراتوری تأسیس شده در سال ۱۸۷۱ را ترجیح می‌دادند. انگشت اتهام راستگرایان آلمانی در آن دوره بیش از هر گروهی به سمت یهودیان دراز بود. آنان ادعا می‌کردند که پیمان ورسای، شکست آلمان در جنگ و فروپاشی امپراتوری آلمان در واقع توطئه یهودیان برای تضعیف آلمان است و آنان این واقعیت که هشت نفر از ده نفر از رهبران انقلاب یهودی بودند را شاهدی برای ادعای خود می‌دانستند.

## اظهارات مقامات سیاسی در دوره انقلاب
مقامات سیاسی بسته به جهت‌گیری‌های سیاسی خود، نظرات بسیار متفاوتی در مورد انقلاب آلمان و چرایی آن داشتند
ارنست ترولج، یک الهی‌دادن و فیلسوف پروتستان وضعیت روز ۱۰ نوامبر ۱۹۱۸ را به این صورت توصیف می‌کند:
صبح روز یکشنبه روزنامه‌های صبح پس از یک شب ترسناک تصویر روشنی از وقایع ارائه دادند: قیصر در هلند است، انقلاب در بیشتر شهرها به پیروزی رسیده‌است، پادشاهان در ایالت‌ها از قدرت کنار می‌روند، هیچ‌کس خود را فدای قیصر نکرده! زندگی عادی ادامه دارد و هیچ‌کس به سمت بانک‌ها نمی‌دود [کنایه از اوضاع اقتصادی پایدار]! (...) تراموا و مترو به روال معمول حرکت می‌کردند و این بدین معنی‌ست که نیازهای اولیه برطرف می‌شود. از قرائن و شواهد می‌توان اینگونه برداشت کرد: حقوق و دستمزد همچنان پرداخت می‌شود.
فعال سیاسی لیبرال تئودور ولف در مطلبی که ۱۰ نوامبر در روزنامه برلینر تاگسبلات نوشت بیش از حد خوشبینانه به سیر وقایع نگاه می‌کرد:
مانند یک طوفان ناگهانی، انقلاب کبیر باعث سرنگونی رژیم امپراتوری و همه متعلقات آن شده‌است. می‌توان آن را بزرگ‌ترین انقلاب نامید، زیرا هیچگاه پیش نیامده که در اولین تلاش، قلعه ای محکم تر (...) به این روش اشغال شود. فقط یک هفته پیش، این دستگاه نظامی چنان ریشه دار بود که به نظر می‌رسید سلطه خود را فراتر از زمان تأمین کرده‌است. (...) فقط دیروز صبح، حداقل در برلین، همه اینها [نظام سلطنتی] هنوز وجود داشت. دیروز بعد از ظهر همه چیز از بین رفته بود.
راست افراطی برداشتی کاملاً مخالف داشت. در ۱۰ نوامبر، روزنامه‌نگار محافظه کار، پل باکر، مقاله ای در Deutsche Tageszeitung نوشت که در آن مدعی بود انقلابیون از پشت به آلمان خنجر زده‌اند:
آرمانی که پدران ما با خون گرانبهایشان برای آن جنگیدند، با خیانت در صفوف مردم خودمان از بین رفت! آلمان تا دیروز هم شکست ناپذیر بود، اما به لطف افرادی که خود را آلمانی می‌نامند (...) در شرم و گناه نشسته‌است.
سوسیالیست‌های آلمان می‌دانستند که به هر حال صلح در جریان خواهد بود و این فقط به خاطر ایستادگی در برابر دشمن برای چند روز یا چند هفته بیشتر میسر می‌شد تا شرایط تحمیل شده را از آنها بگیرند. در این وضعیت آنها پرچم سفید را برافراشتند.

این گناهی است که هرگز قابل بخشش و گذشت نخواهد بود. این خیانت نه تنها علیه سلطنت و ارتش بلکه علیه خود مردم آلمان است که مجبور خواهند بود عواقب آن را در قرن‌ها سقوط و محنت متحمل شوند.
در مقاله ای به مناسبت دهمین سالگرد انقلاب، روزنامه‌نگار کورت توخولسکی اظهار داشت که نه ولف و نه باکر تحلیل‌های درستی از سیر وقایع نداشتند. با این وجود توچولسکی، ابرت و نوسکه را به خیانت متهم کرد، البته نه به سلطنت بلکه به انقلاب. اگرچه او می‌خواست اعمال ضدانقلابیون و سوسیال دموکرات‌ها را فقط یک کودتا قلمداد کند، اما جریان واقعی وقایع را با وضوح بیشتری نسبت به اکثر معاصرانش تحلیل کرد. او در سال ۱۹۲۸ در «کودتای نوامبر» نوشت:
انقلاب ۱۹۱۸ آلمان در یک سالن اتفاق افتاد.
اتفاقاتی که افتاد انقلاب نبود. هیچ آمادگی معنوی وجود نداشت و هیچ رهبری در آمادگی نبود. مادر این انقلاب سربازانی بودند که برای برگشت به خانه در کریسمس لحظه‌شماری می‌کردند. و خستگی، انزجار و خستگی. ابرت و امثال او به قدرتی که در خیابان‌ها نهفته بود خیانت کردند.
(...)
انقلاب آلمان هنوز در جریان است.
والتر راتناو نیز نظری مشابه داشت. وی این انقلاب را «ناامیدکننده»، «اتفاقی تصادفی»، «محصول ناامیدی»، «انقلابی به اشتباه» خواند. او معتقد بود که این سیر وقایع لیاقت عنوان انقلاب را نداشت، زیرا «اشتباهات واقعی را از بین نبرد» بلکه «فقط به یک جنگ قدرت تبدیل شد»:
با سر برآوردن روح و اراده، زنجیری شکسته نشد، بلکه قفل صرفاً از بین رفت. زنجیر از هم پاشید و آزاد شدگان متحیر، درمانده، خجالت زده‌اند …
مورخ و روزنامه‌نگار سباستین هافنر به نوبه خود با توخولسکی و راتناو مخالفت کرد. وی در کودکی انقلاب در برلین را گذراند و ۵۰ سال بعد در کتاب خود دربارهٔ یکی از افسانه‌های مربوط به وقایع نوامبر ۱۹۱۸ که به ویژه در بورژوازی ریشه دوانده بود نوشت:
اغلب گفته می‌شود که انقلابی واقعی در آلمان در سال ۱۹۱۸ رخ نداد و تمام آنچه واقعاً اتفاق افتاد یک شکست بود. گفته می‌شود این فقط ضعف موقت پلیس و ارتش در لحظه شکست نظامی بود که باعث شد شورشی از ملوانان به عنوان یک انقلاب ظاهر شود.
در نگاه اول، می‌توان مقایسه کرد که مقایسه این سال ۱۹۱۸ با ۱۹۴۵ چقدر اشتباه و کور است. در سال ۱۹۴۵ واقعاً یک فروپاشی اتفاق افتاد.
قطعاً شورشی از ملوانان انقلاب را در سال ۱۹۱۸ آغاز کرد اما این فقط یک شروع بود. آنچه این کار را ارزش بخشید، این است که شورش ملوانان صرفاً زمین لرزه ای را به وجود آورد که تمام آلمان را لرزاند. که کل ارتش داخلی، کل نیروی کار شهری و بخشی از جمعیت روستایی در بایرن قیام کردند. این شورش دیگر فقط یک شورش نبود، بلکه یک انقلاب واقعی بود …

مانند هر انقلابی، نظم قدیمی با آغاز یک نظم نو جایگزین شد. این نه تنها مخرب بلکه خلاقانه بود …